# Museo Nacional del Bardo
El Museo Nacional del Bardo (المتحف الوطني بباردو) es un museo de la ciudad de Túnez (Túnez). Se encuentra situado en el barrio del Bardo a las afueras de la ciudad, lugar residencial desde el siglo XIII de los sultanes hafsidas, y reconstruido más tarde como palacio del bey. El mismo edificio fue adaptado para el museo.
Se trata de uno de los museos más grandes del Mediterráneo, y presenta una variedad de piezas arqueológicas y de la historia de Túnez correspondientes del cruce de muchas culturas a lo largo de varios milenios. Gracias a las excavaciones arqueológicas en Cartago, Útica, Hadrumetum o Dougga, el museo ofrece una de las mejores y más grandes colecciones de mosaicos romanos. También alberga obras griegas y una colección de cerámica del norte de África y Asia Menor, así como colecciones de arte cristiano y arte islámico.

## Historia

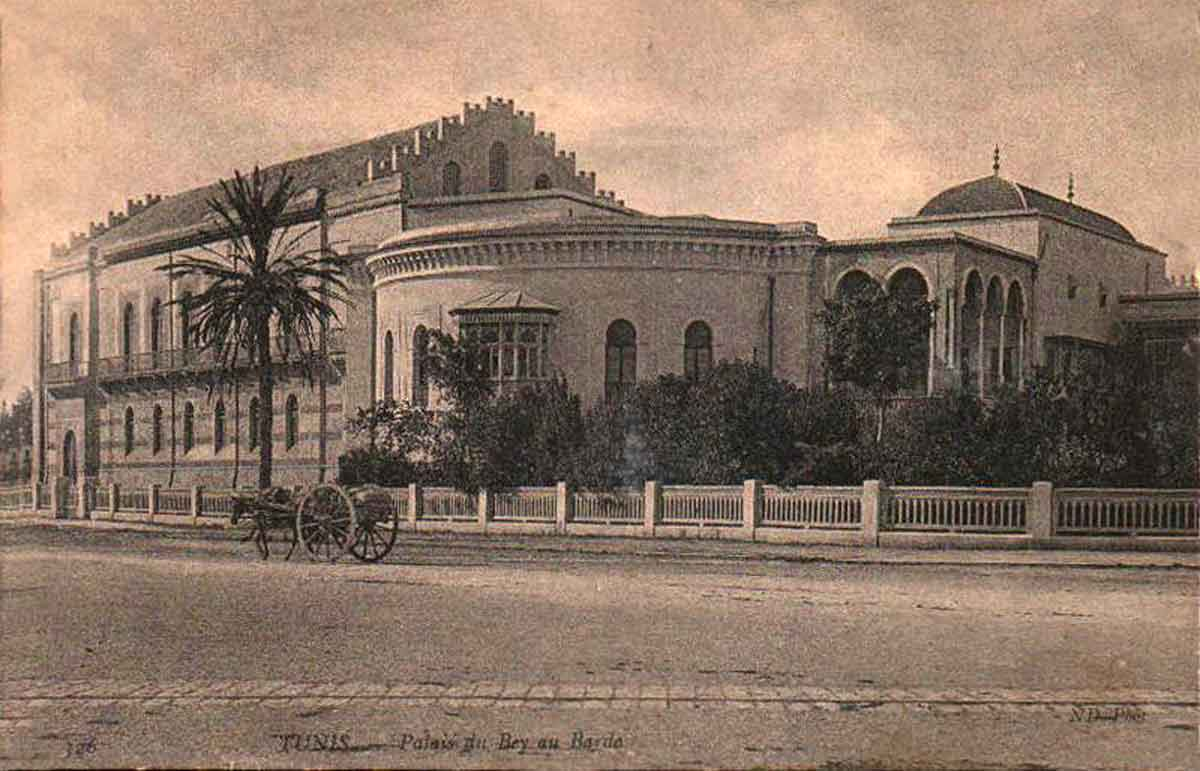
Vista del Palacio alrededor del año 1900

El museo es parte del palacio del Bardo, un conjunto de edificios construidos desde el siglo XV. Al igual que los otros palacios de los soberanos de Túnez, como los de La Marsa, Cartago, Hammam Lif, La Goulette, Mornag y La Manouba, este palacio fue construido a unos cuatro kilómetros de la medina de Túnez, en el centro de una gran llanura. Su nombre proviene de la palabra española que significa prado o jardín. Según el historiador Paul Sebag, el palacio se construyó siguiendo el modelo de las residencias principescas de la Andalucía musulmana, con la ayuda de artistas andaluces.
El museo fue creado por decreto del 7 de noviembre de 1882, convirtiéndose en la primera institución de su tipo en el norte de África. Fue construido por arquitectos tunecinos como Palacio residencial del bey de Túnez, y edificado en la segunda mitad del siglo XIX bajo el impulso de Muhammad II ibn al-Husayn y después por su sucesor Muhammad III ibn al Husayn.

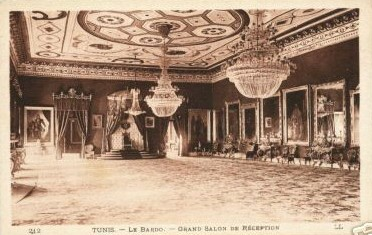
Gran salón del Palacio del Bardo en 1900

Mohamed Yacoub lo llamó «un monumento muy representativo de lujo y refinamiento que ha conocido la arquitectura tunecina durante el período de los Beyes». También refleja la naturaleza ecléctica del arte de esta época, en la que el aporte local se mezcla con influencias andaluzas, asiáticas y europeas. El edificio acogió las primeras colecciones arqueológicas en marzo de 1885. La apertura oficial del museo se realizó el 7 de mayo de 1888 y se llamó entonces Museo Alaoui, el nombre del bey reinante en aquel momento, Ali Muddat ibn al-Husayn. Bertrand Pradère fue su primer director en 1886. El museo tomó su nombre actual después de la independencia del país, específicamente en la primavera de 1958, incluso el nombre está atestiguado antes de esa fecha. También dejó de ser una institución pública dotada de estado civil y autonomía financiera en 1967.
El 18 de marzo de 2015 el museo fue víctima de un ataque terrorista perpetrado por el Estado Islámico, en el cual murieron veintidós personas de diferentes nacionalidades a manos de tres terroristas.

## Edificios
En 1899, las autoridades adjuntaron al Gran Palacio un segundo espacio, el pequeño palacio construido en 1831-1832, que actualmente alberga colecciones de arte islámico. Debido a su calidad arquitectónica, los dos palacios se clasificaron monumento histórico en septiembre de 1985. Equipados para satisfacer las necesidades de su nueva función, a los edificios se les hizo algunos cambios, pero mantienen su carácter original, a pesar de la combinación de las arquitecturas del Magreb, turcas e italianas.
Los palacios del Bardo presentan numerosas salas con funciones diferentes: la sala de recepción tiene una gran cúpula con dieciséis paneles de madera tallados y pintados sobre fondo de oro, desde ahí se pasa al gran patio cubierto de cuyo techo cuelgan cuatro lámparas de araña, además presenta grandes ornamentos de yeso. La sala de música tiene el techo decorado con motivos florales y presenta dos galerías, la primera destinada a las princesas, y la otra a los músicos, ambas sostenidas por delgadas columnas de mármol blanco con incrustaciones de tiras de mármol rojo. Existen los apartamentos privados, donde dominan en ellos, una decoración mural, realizada con finas superficies de yeso ejecutadas con arabescos entrelazados que muestran meandros o grecas, nudos y follaje de inspiración egipcia. También hay paneles de azulejos que cubren las paredes en varias de las salas del palacio. 

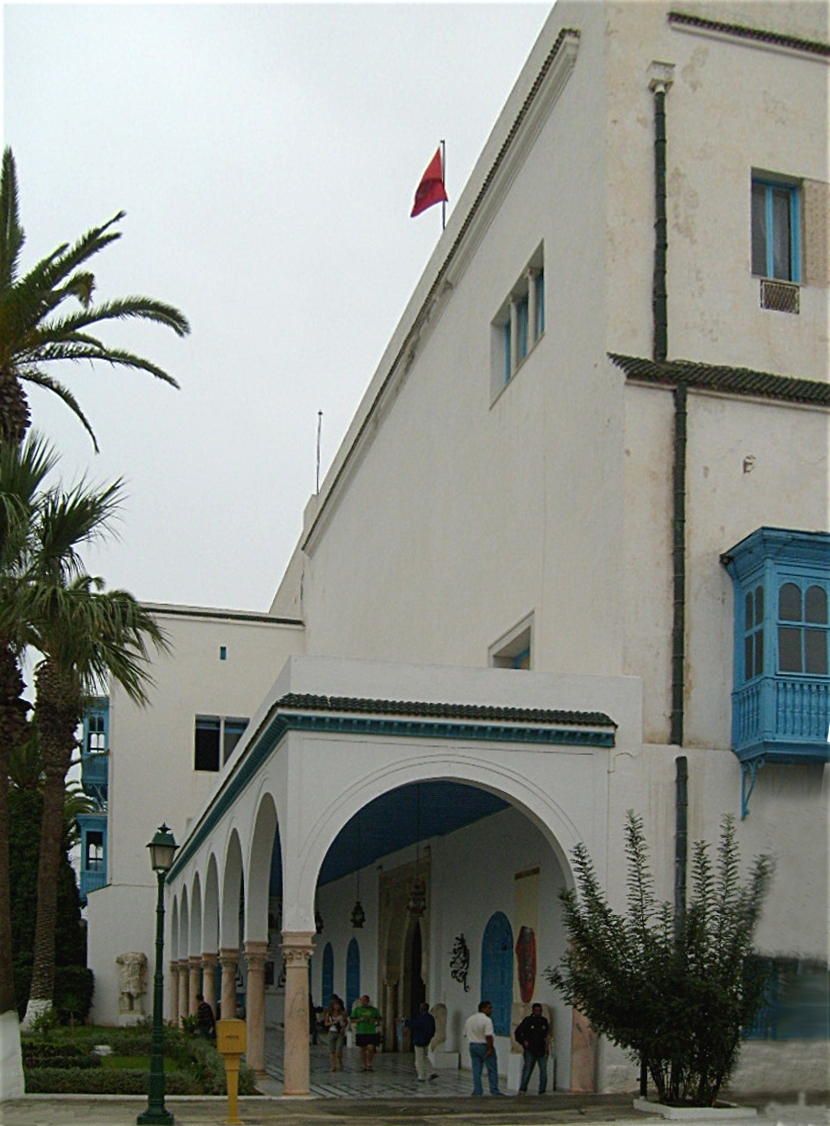
Parte del palacio habilitado como museo
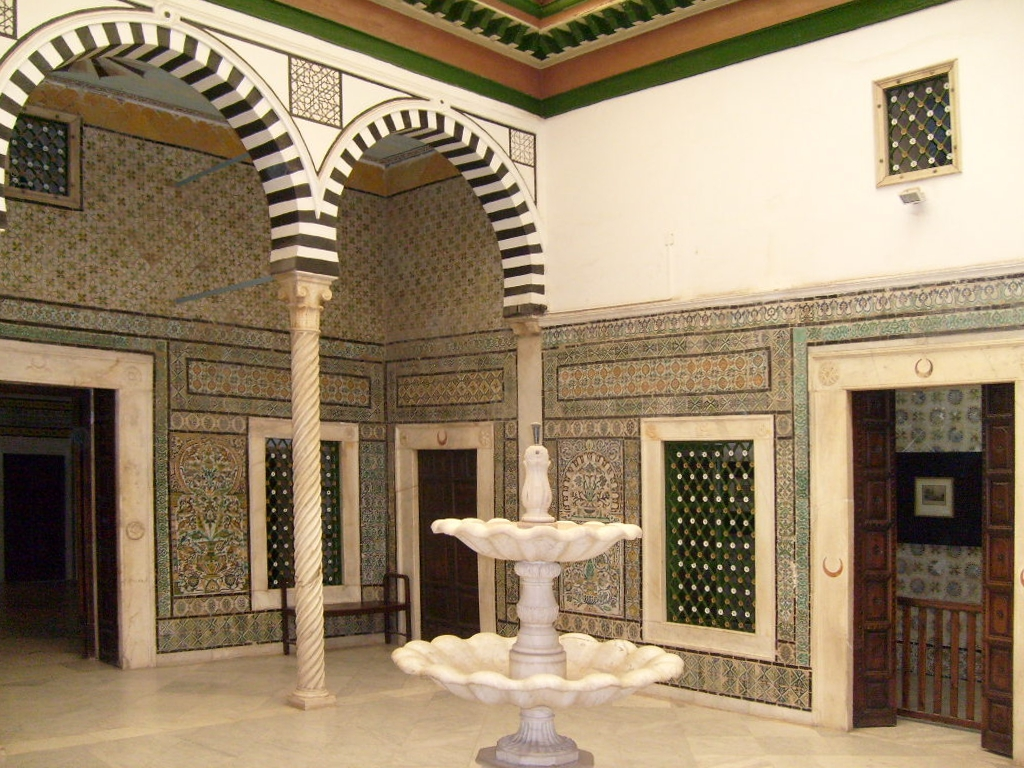
Patio interior cubierto
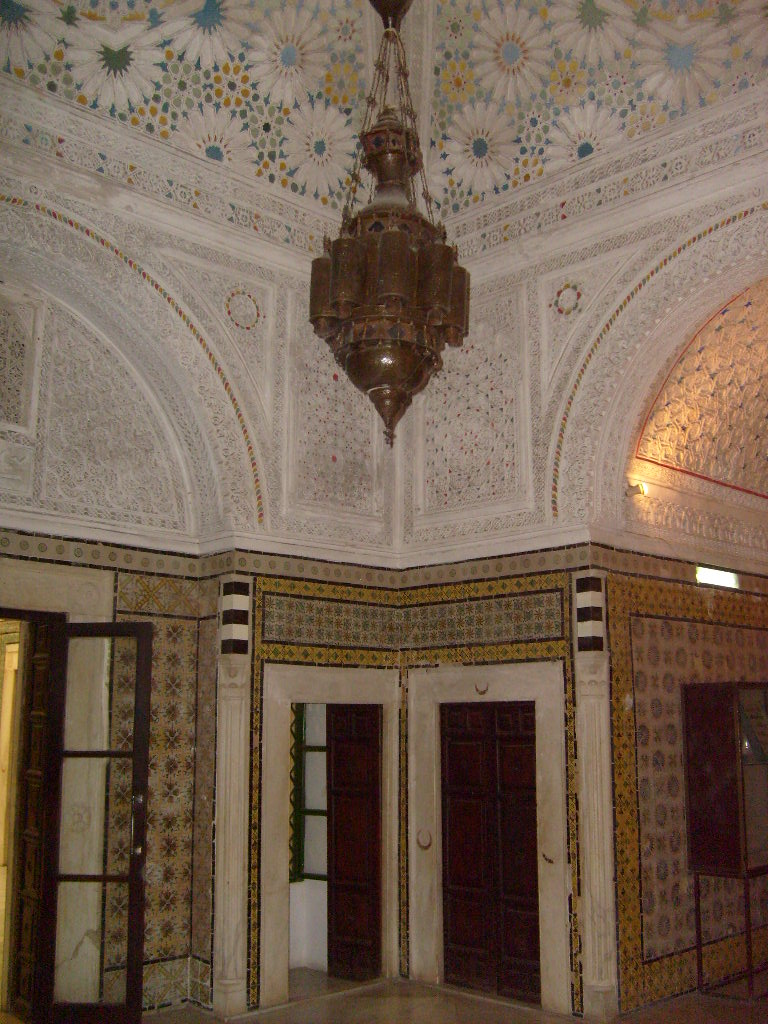
Decoración interior
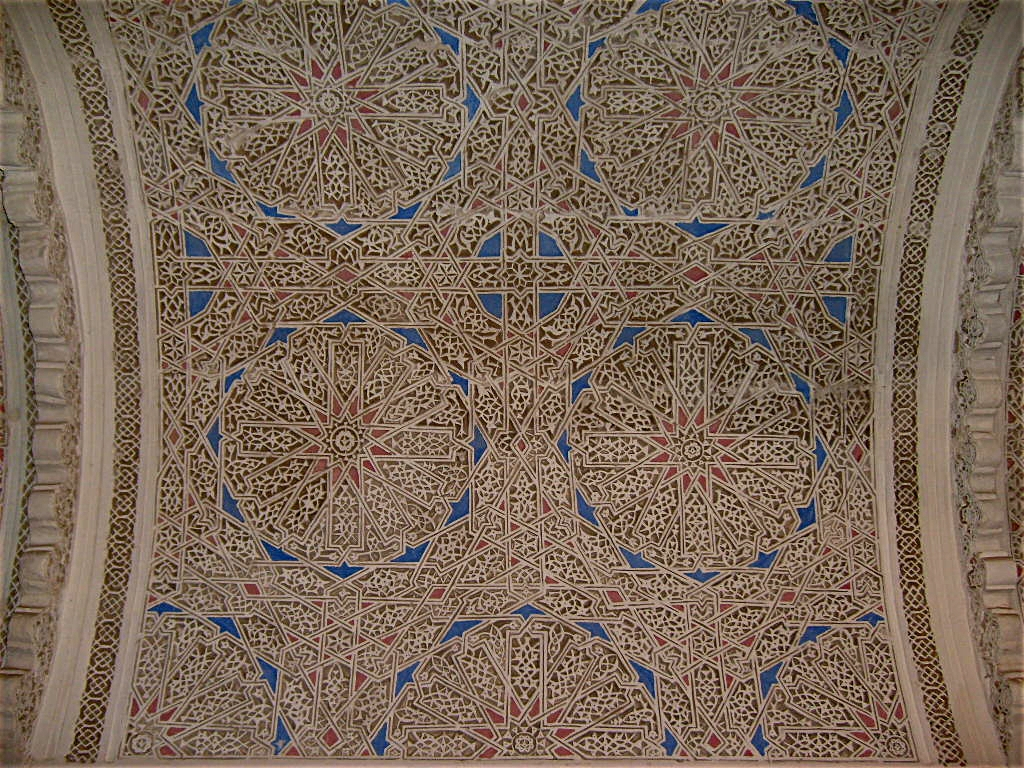
Techo decorado en estuco

## Colecciones
Las colecciones del museo comenzaron a formarse mucho antes de su apertura, por iniciativa del visir Kheireddine Pasha, para salvaguardar y defenderse del saqueo de la riqueza nacional. El museo abarca tres plantas y está compuesto por treinta y cuatro salas, divididas en siete secciones. 
«La gran mayoría de las colecciones del museo [...] provienen de suelo tunecino y reflejan sinceramente la historia nacional de Túnez», según Abdelaziz Driss.

### Prehistoria y protohistoria

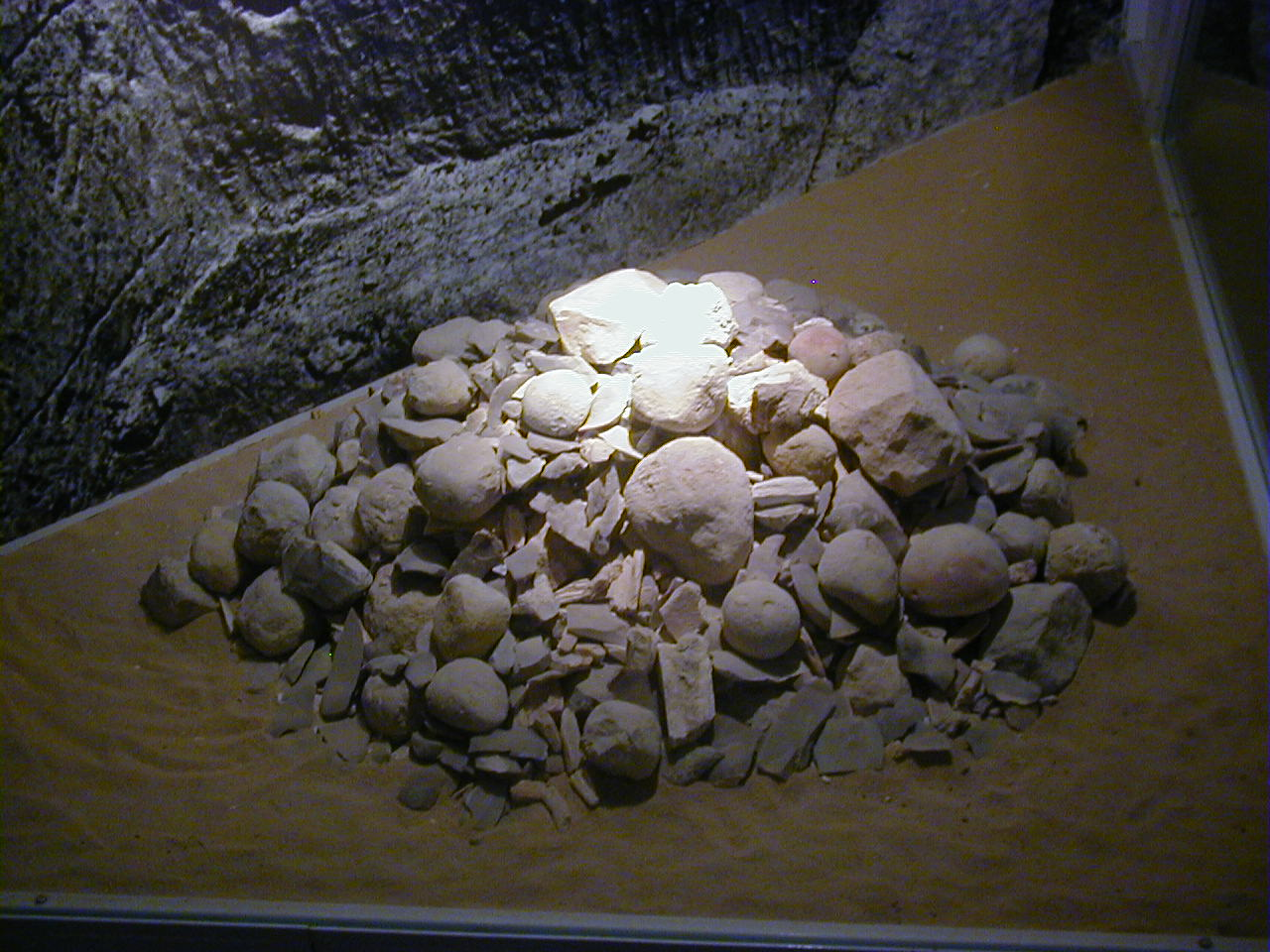
Hermaïon de El Guettar

Situado en la planta baja, da una visión general de la riqueza y variedad de yacimientos prehistóricos en Túnez. Del yacimiento de El Guettar proviene uno de los vestigios más notables que contiene la sección: una estructura formada por una pila de piedras redondas dispuestas en un cono de aproximadamente 75 centímetros de alto por un diámetro de 130 centímetros. Las piedras están mezcladas con huesos de animales, dientes y otros objetos de sílex tallados y una punta pedunculada ateriense. Esta estructura es conocida con el nombre de Hermaïon de El Guettar en referencia a los montones de piedra erigidos en la antigüedad, para el culto de Hermes. Esta pieza es a menudo citada como la primera manifestación de la religiosidad conocida hasta la fecha, por su edad estimada en 40 000 años.

### Arte líbico-púnico
Incluye un conjunto de salas en la planta baja (sala de Baal Hammon, sala de la cerámica y una sala donde están expuestas unas estelas neopúnicas). Una sala en el primer piso está dedicada a una valiosa colección de joyas púnicas. Estos objetos proceden de diferentes yacimientos de Cartago, Hadrumetum, Útica, etc.
El Pilar votivo de Deméter tiene forma de capilla en miniatura (naiskos) de estilo helenístico y se compone de una hornacina precedida por dos columnas jónicas que sostienen un entablamento al que se superponen una fila de dentículos, una fila de rayos de corazón, otra de óvalos, un friso de perlas, todos con una moldura convexa y cóncava. Entre las columnas, la hornacina tiene una cima redondeada y con un frontón triangular que presenta a dos delfines enfrentados y rematado todo por un rosetón. Esta pieza es de la primera mitad del siglo II a. C. y proviene del yacimiento de Thuburbo Maius.

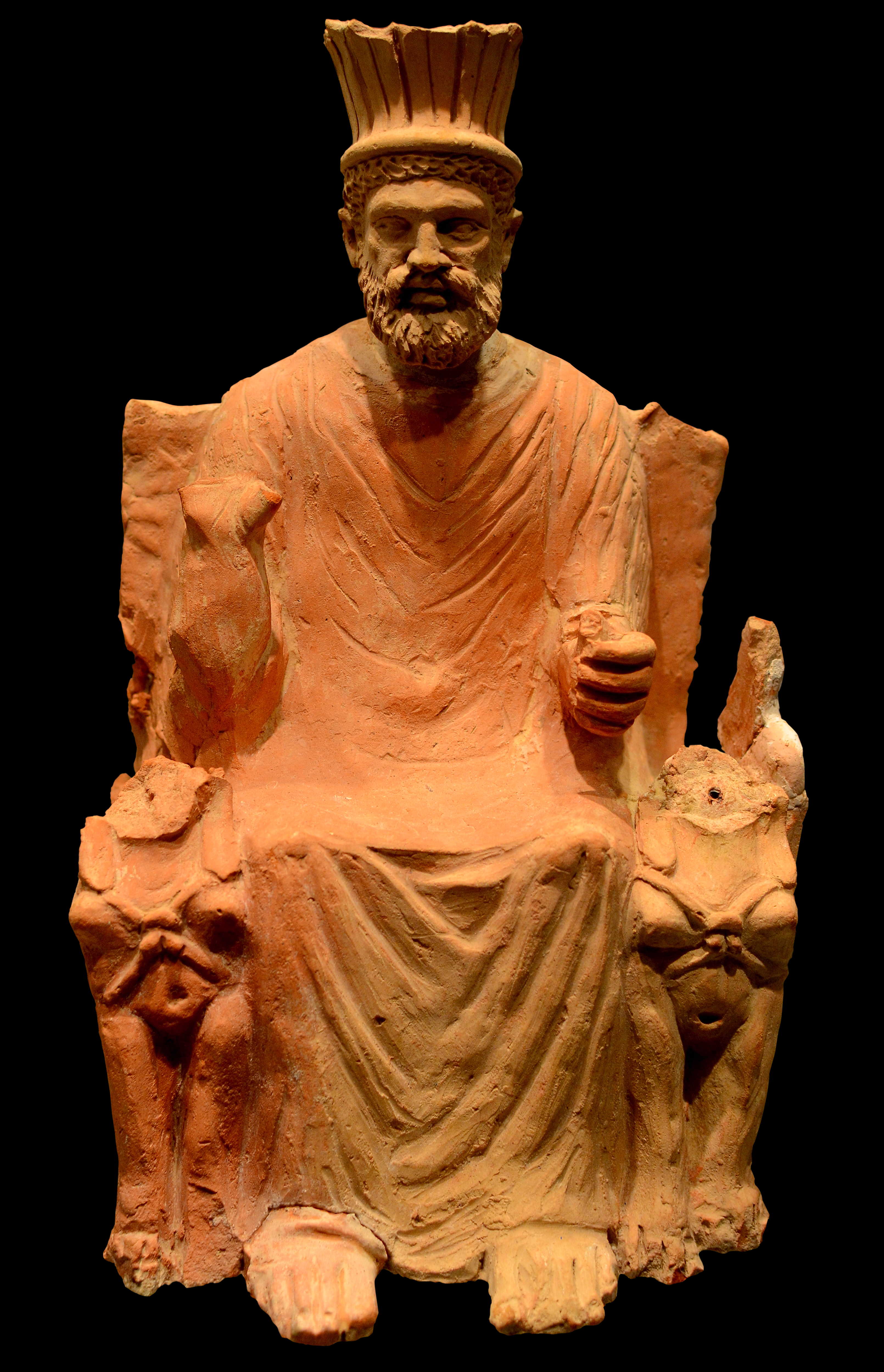
Estatua sedente de Baal Hammon, Museo Nacional del Bardo, Túnez

El dios Baal Hammon se encuentra sentado en un trono cuyos brazos tienen la forma de una esfinge egipcia, viste una larga túnica con pliegues y su cabeza está coronada con una tiara de plumas de origen mesopotámico. Los rizos de su cabello encuadran la elaboración de una cara con una venerable barba bien tallada. Tiene un bigote grande alrededor de la boca de labios gruesos. El dios mantiene su mano derecha levantada para bendecir. Baal Hammon junto con Tanit es una deidad cartaginesa principal. Esta pieza data del siglo I a. C. y proviene del santuario rural de Thinissut.
Una gran estela de piedra caliza es la llamada Estela del sacerdote y el niño, que fue descubierta en 1921 al tofet de Cartago. Tiene una forma de obelisco y representa un sacerdote de perfil con un gorro cilíndrico y con un vestido largo de lino transparente, atado a la cintura con un cinturón. Levanta la mano derecha en un gesto de bendición o de oración. En el brazo izquierdo sostiene a un niño pequeño. En la parte superior de la estela, hay un friso de tres rosetones coronado por un delfín que evoca el océano celeste, y el emblema de estrellas consiste en un disco solar y una media luna que simboliza la pareja de dioses Tanit y Baal Hammon. La importancia de este monumento radica en el hecho de que es el único que ha aparecido relativo al ritual del molk, y anima el debate sobre el sacrificio de los niños por los cartagineses, ya que da consistencia arqueológica a ciertas afirmaciones de algunos autores antiguos. Esta pieza data de finales del siglo IV a. C. o del siglo III a. C. y proviene del yacimiento de Cartago.
Deméter sentada en un trono es una estatua de terracota de tamaño casi natural, vestida con una túnica plisada, con la cabeza coronada por una diadema cilíndrica y enmarcada por un velo rígido. Esta pieza data del siglo I a. C. y proviene de un santuario cerca de Korba. Cabe recordar que el culto a Deméter y Perséfone fue introducido en Cartago como un signo de arrepentimiento después de la destrucción de un santuario en Sicilia en el siglo IV a. C.

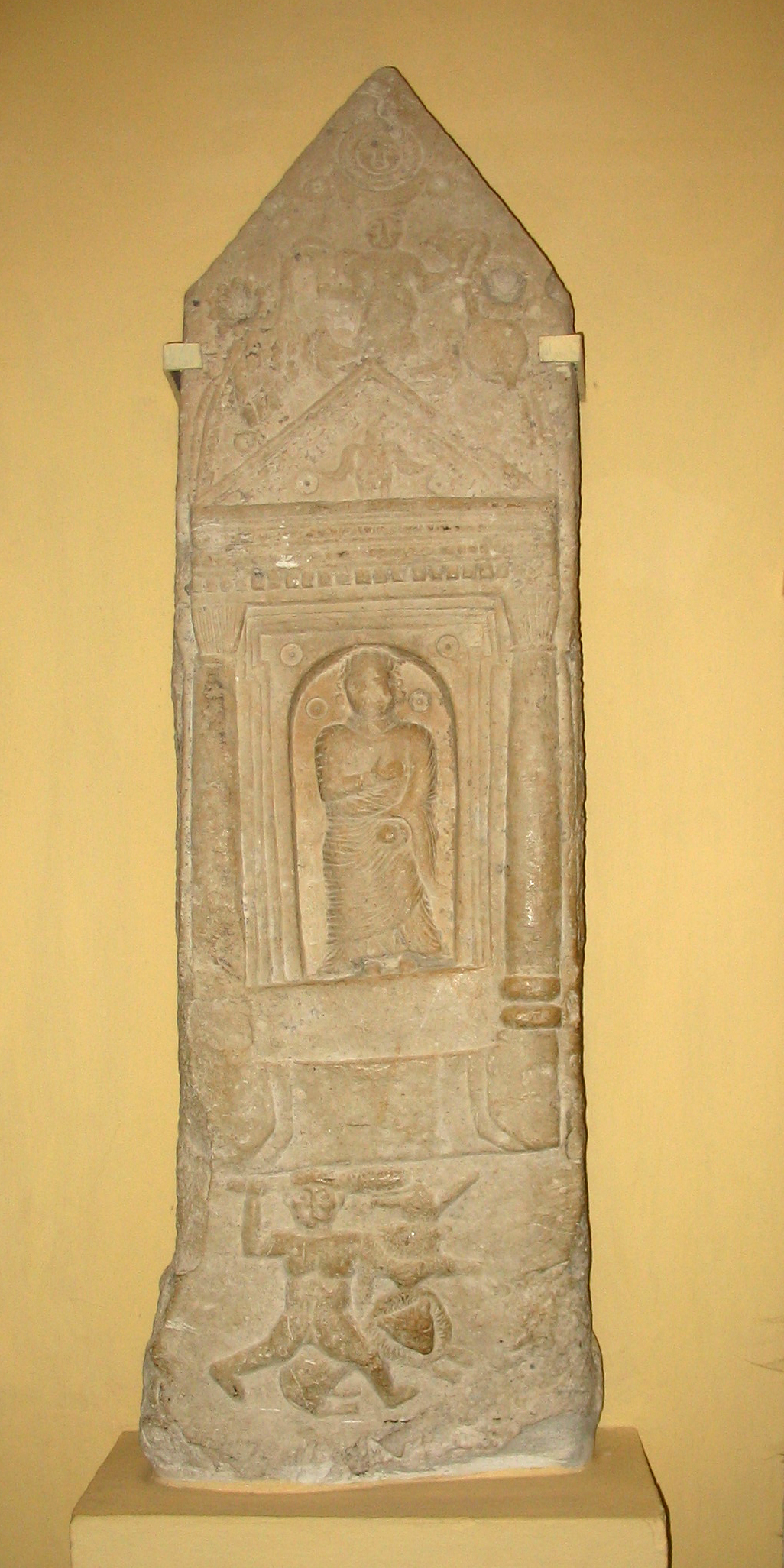
Pilar votivo de Deméter
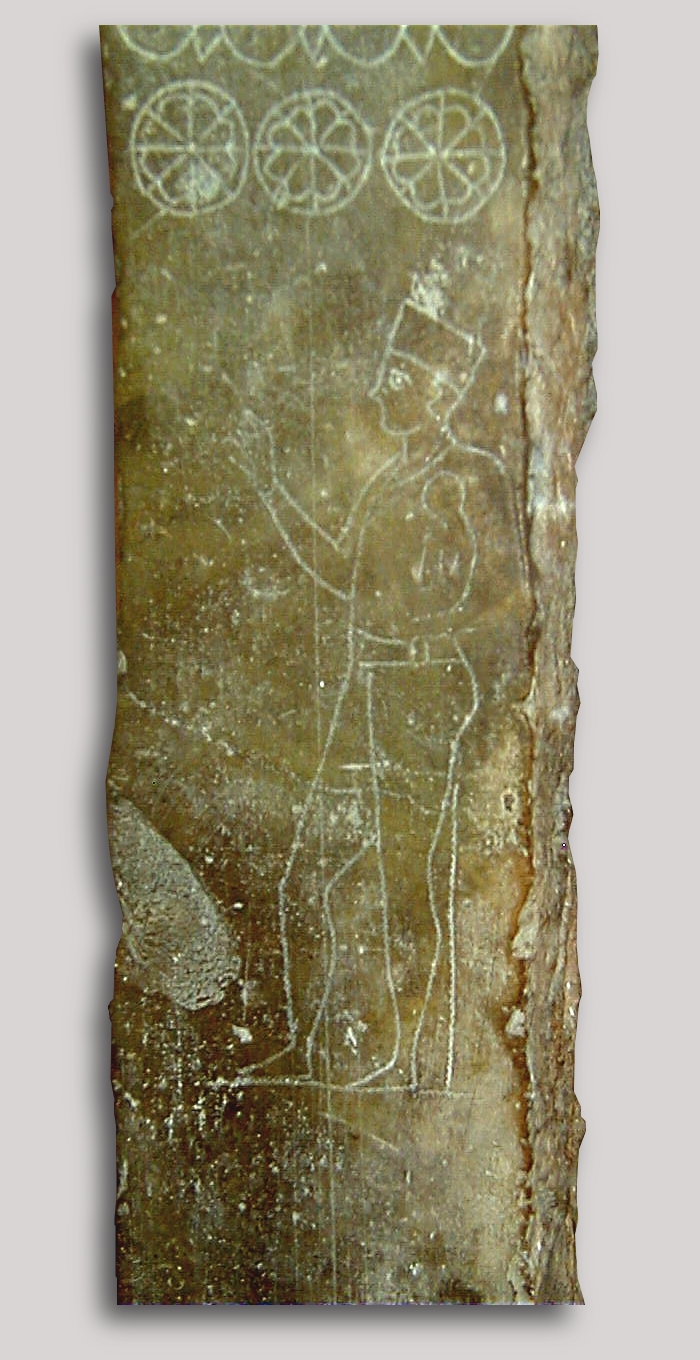
Estela del sacerdote y el niño
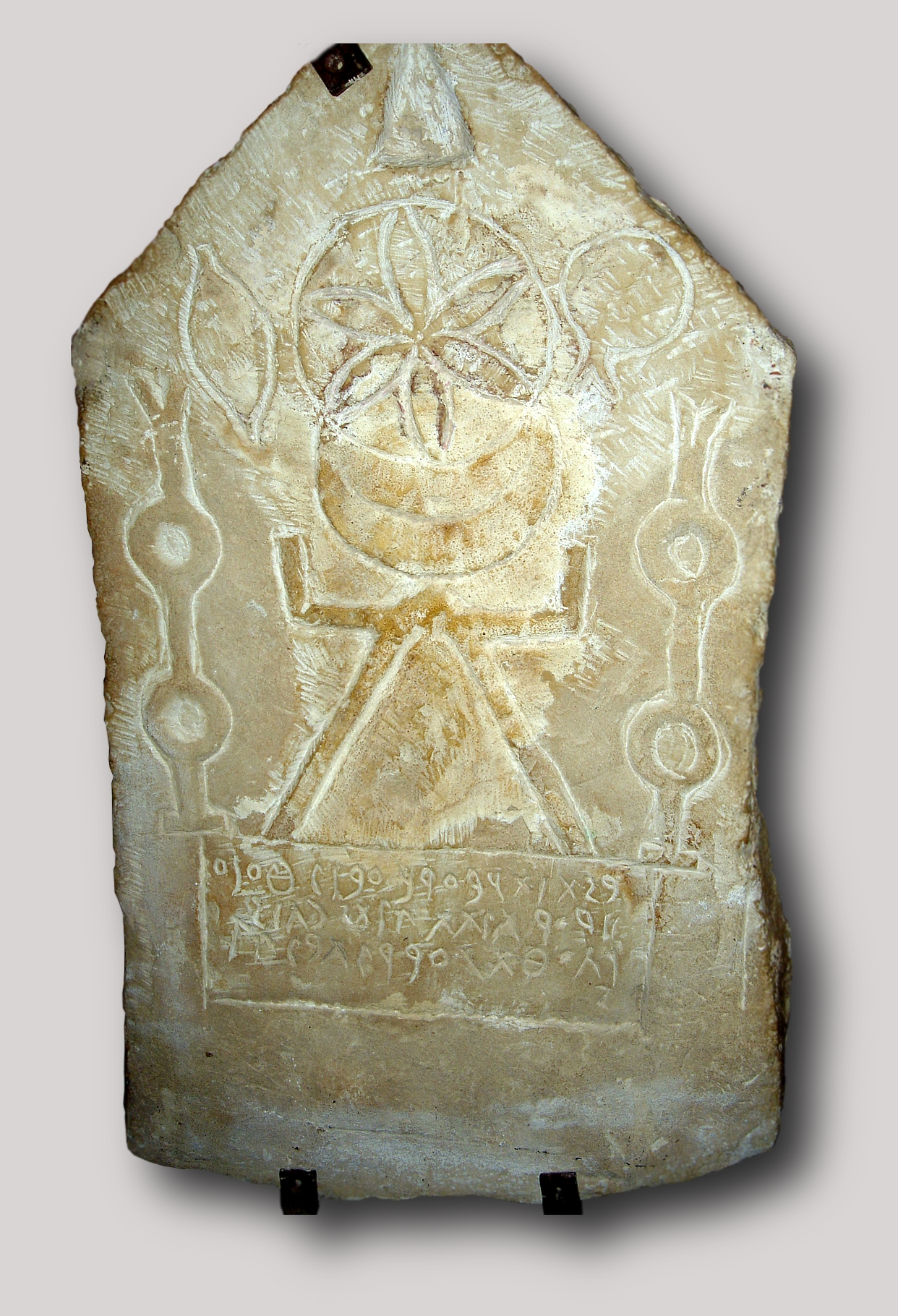
Estela de tofet de Cartago, decorada con el signo de Tanit y los símbolos astrales

### Arte clásico

#### Esculturas
El museo alberga una gran colección de esculturas romanas, que se engloban en dos grupos. La sala de los retratos de emperadores romanos y el salón de Cartago romana. La primera sala representa, a diferencia del retrato griego, la escultura romana, que tiende a reproducir el modelo sin idealizar ni divinizar, es decir, en la estricta verdad y con gran realismo. Entre los emperadores representados se encuentra Augusto, en el que destaca la realización de su pelo en mechas de «cola de pato» y en el centro la raya. Esta pieza es de El Jem. Vitelio es una estatua con una cabeza maciza con el pelo corto y un cuello fuerte y grueso. El emperador Vespasiano se muestra al final de su vida con una cabeza calva y una cara arrugada. Esta pieza fue encontrada en el yacimiento de Bulla Regia.
Trajano tiene una cabeza tallada en dos piezas. Su pelo se simplifica con mechas gruesas que caen sobre la frente, una boca y una característica curva cerrada de las cejas. Esta pieza estaba en el yacimiento de Thuburbo Maius. Lucio Vero está representado con una gran cabellera y barba, con una mirada de gran vivacidad en sus ojos, lo que la convierte en una de las principales obras de la estatuaria descubierta hasta la fecha en el África romana. Viene de Dougga. A la escultura de Septimio Severo le caen sobre la frente cuatro mechas que recuerdan la iconografía de Júpiter Serapis. Su barba se divide en dos picos en la barbilla. Gordiano presenta una cabeza tratada en un estilo realista, la cara expresa su profundo pesar y decepción. La frente está rodeada por una corona de laurel. Esta pieza fue encontrada en el yacimiento de Cartago.[cita requerida]

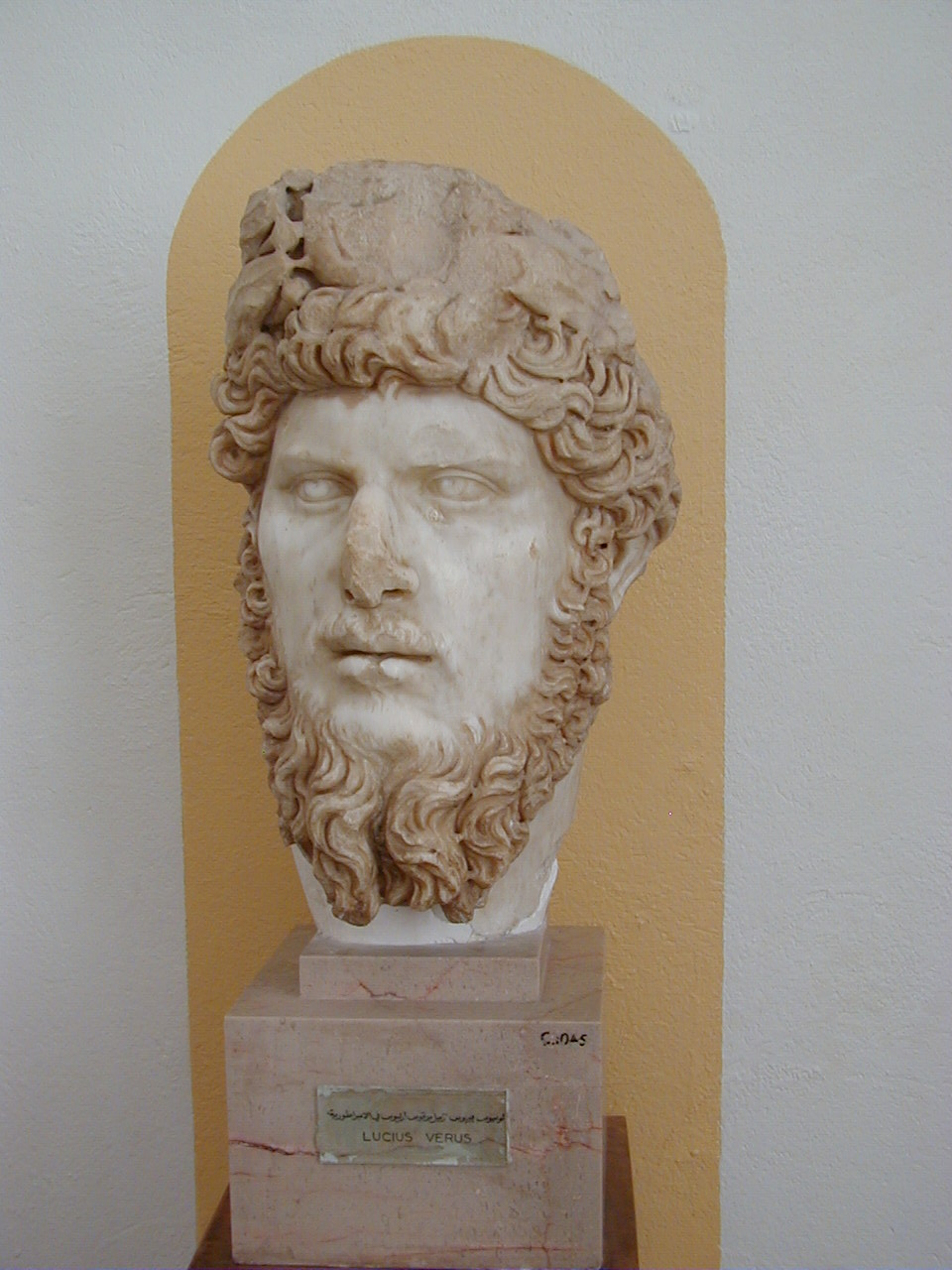
Lucio Vero
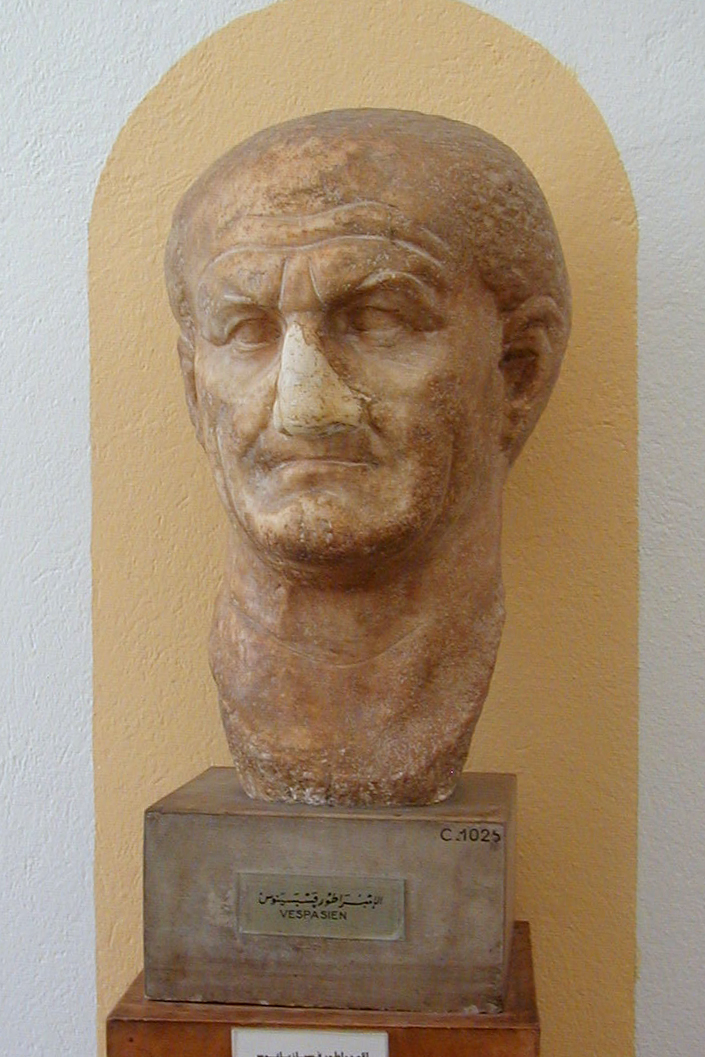
Vespasiano
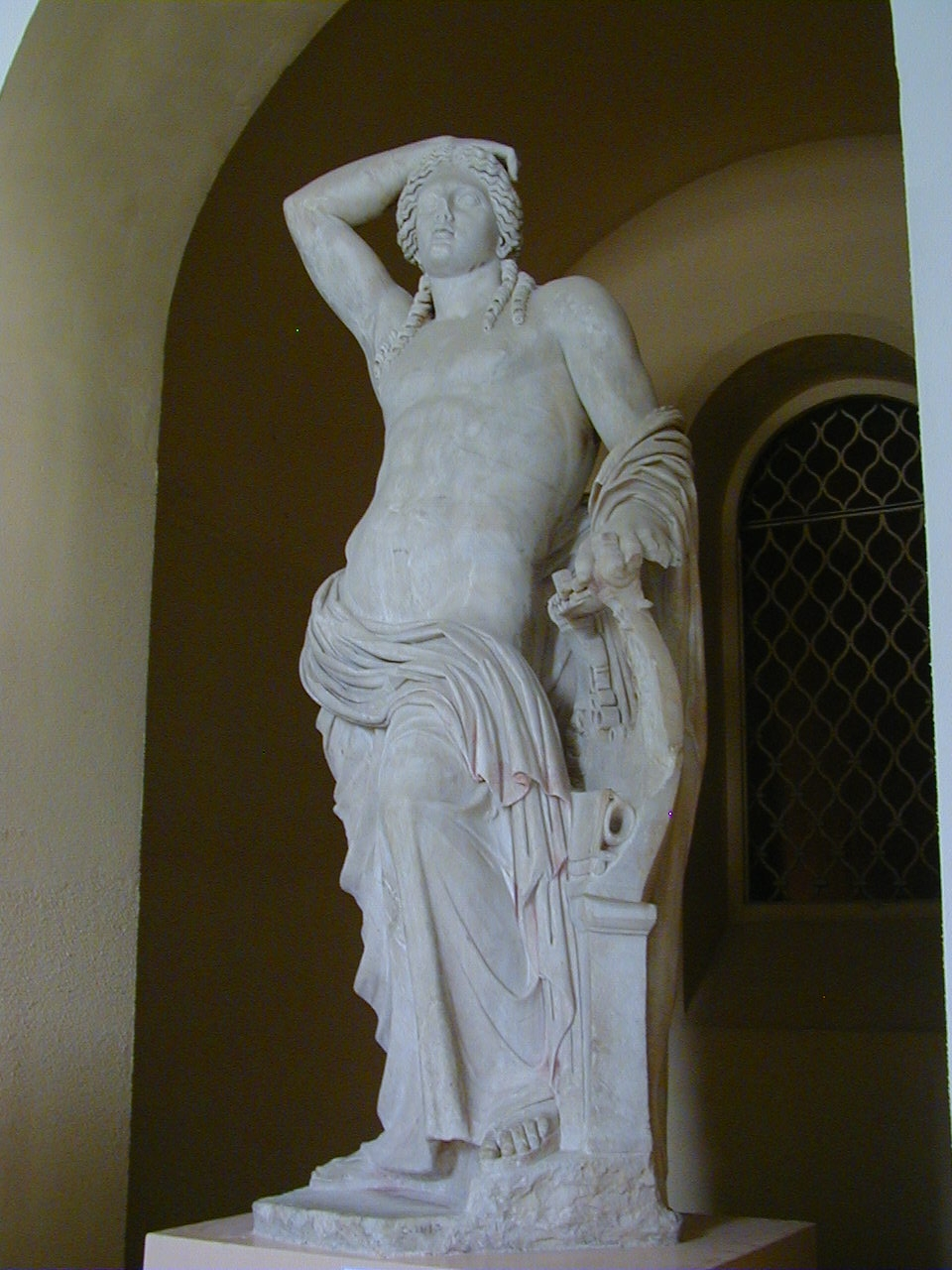
Apolo con lira

En el centro de la sala también hay una estatua sin cabeza de Minerva-Victoria, que lleva una capa larga recogida por debajo de los senos con un cordón. El cuerpo está apoyado sobre la pierna izquierda. Esta estatua procede de Bulla Regia. De este mismo yacimiento es una estatua de Apolo con lira del siglo II. El dios está en una postura lánguida, mientras que sobre la lira está representado un bárbaro que afila el cuchillo que, según el mito, fue usado para castigar a Marsias.

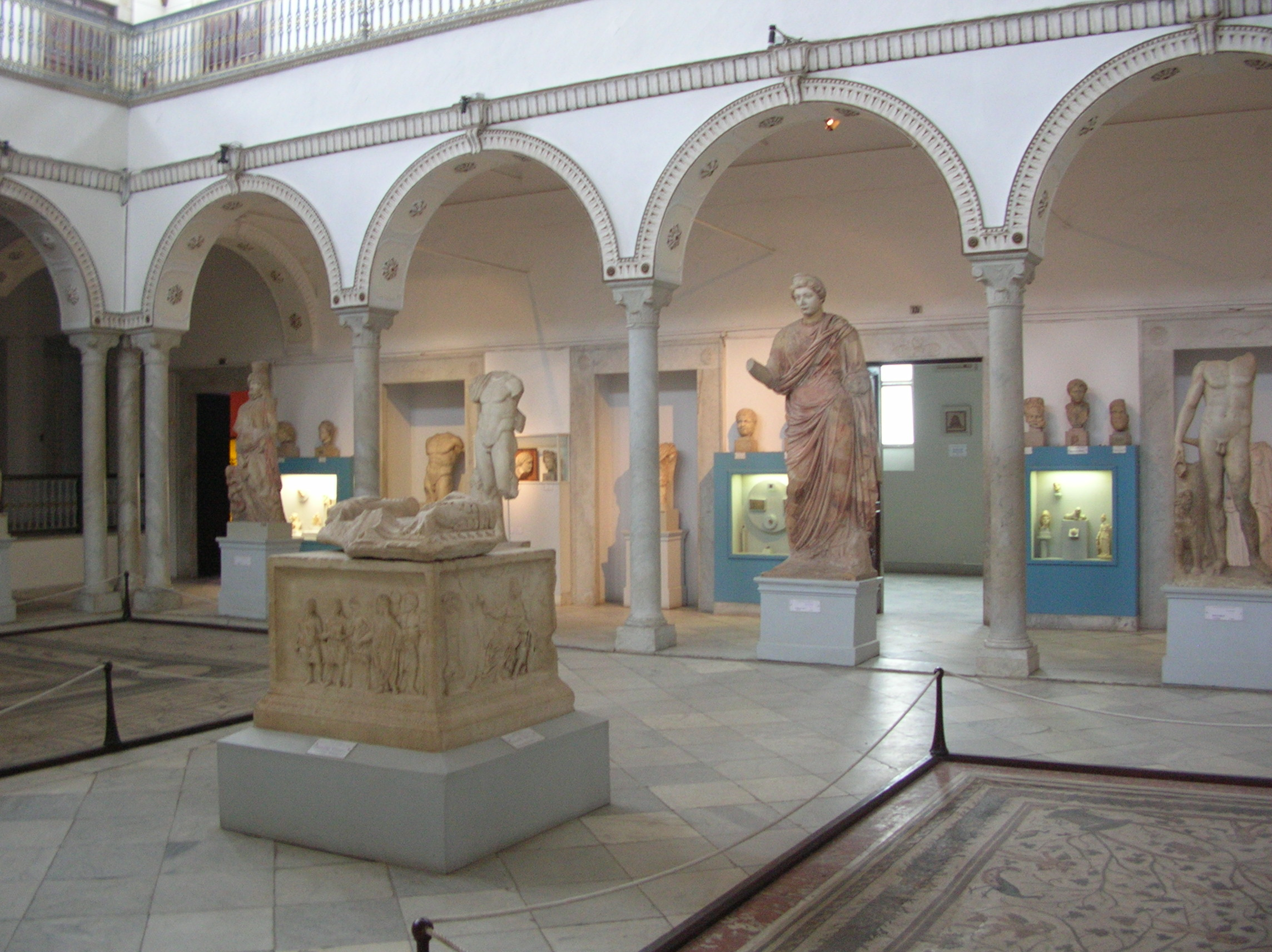
Sala de Cartago

La Sala de Cartago romana era originalmente el patio del palacio, y ocupa un gran espacio donde están expuestas muchas estatuas provenientes de Cartago. Pero también hay estatuas de otros sitios, como Útica, Oudna o Dougga, así como otras piezas tales como la estatua colosal de Júpiter Capitolino: esta estatua es una réplica de Zeus blandiendo un rayo y sosteniendo, en la mano izquierda, probablemente un cetro. Proviene del Odeón de Cartago.
Esta sala alberga asimismo una gran estatua de terracota, muy restaurada, que representa un oficial romano con uniforme militar. Lleva una armadura corta de cuero sin adornos, con un manto anudado sobre el hombro derecho y que cubre el pecho en diagonal. Sus pies están calzados con sandalias decoradas. El hombre tiene la cabeza cubierta con pelo rizado. Se encontró en Oued Zarga (Gobernación de Béja).
Una escultura en bronce representa a Baco niño. El dios está de pie desnudo y se apoya en la pierna derecha, la izquierda está ligeramente doblada. Sostiene en una mano un cuerno para beber y en la otra un cetro. Su pelo cae sobre los hombros con mechones suaves y largos. Esta estatua es de Thibar. Del mismo metal hay una estatua que representa a Hércules borracho, desnudo y con forma maciza. Blande un gran bastón con la mano izquierda, y con la derecha sostiene su pene para orinar. Su torso se inclina hacia atrás, la cabeza es gruesa y su pelo corto, denso y lo tiene recogido por una cinta. A Hércules se le representa a menudo borracho y orinando, pues como hijo de Zeus y de Alcmena siempre ha oscilado entre la vida virtuosa y una inclinación hacia el libertinaje. Esta estatua proviene de Thibar.
Una obra de gran calidad es la estatua de una difunta, que representa una mujer con el cuerpo en una ligera torsión. Su pelo se peina en la forma en boga durante la segunda mitad del siglo II. Esta escultura fue erigida sobre un pedestal con un epitafio en el que se lee el nombre de la fallecida, Innula, y el de su esposo, Tito Arranius Cómodo. Proviene del antiguo yacimiento arqueológico de Haïdra.
Se puede destacar una obra que representa al emperador Adriano heroicidado y desnudo, cubierto con una gran capa (originariamente en rojo) echada sobre el hombro como un signo de poder supremo. La estatua proviene del Odeón de Cartago. Hay una estatua que representa a una diosa del amor, cubriéndose su seno debajo de una toga y en el centro de la sala se encuentra un altar de sacrificio que muestra, por un lado, una representación de la preparación de un taurobolio y, por el otro, la huida de Anquises, un antepasado mítico de los romanos.

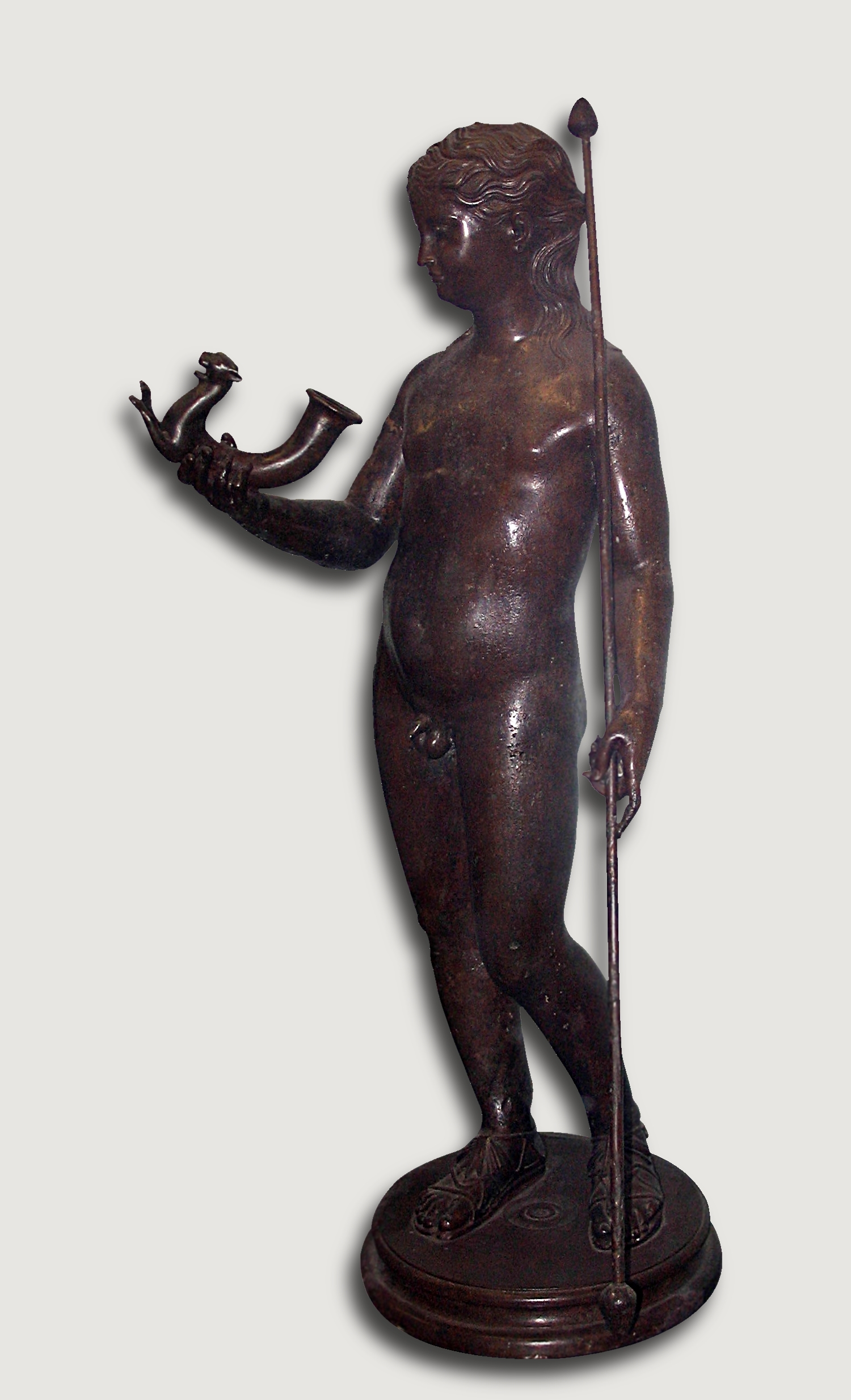
Baco en bronce.
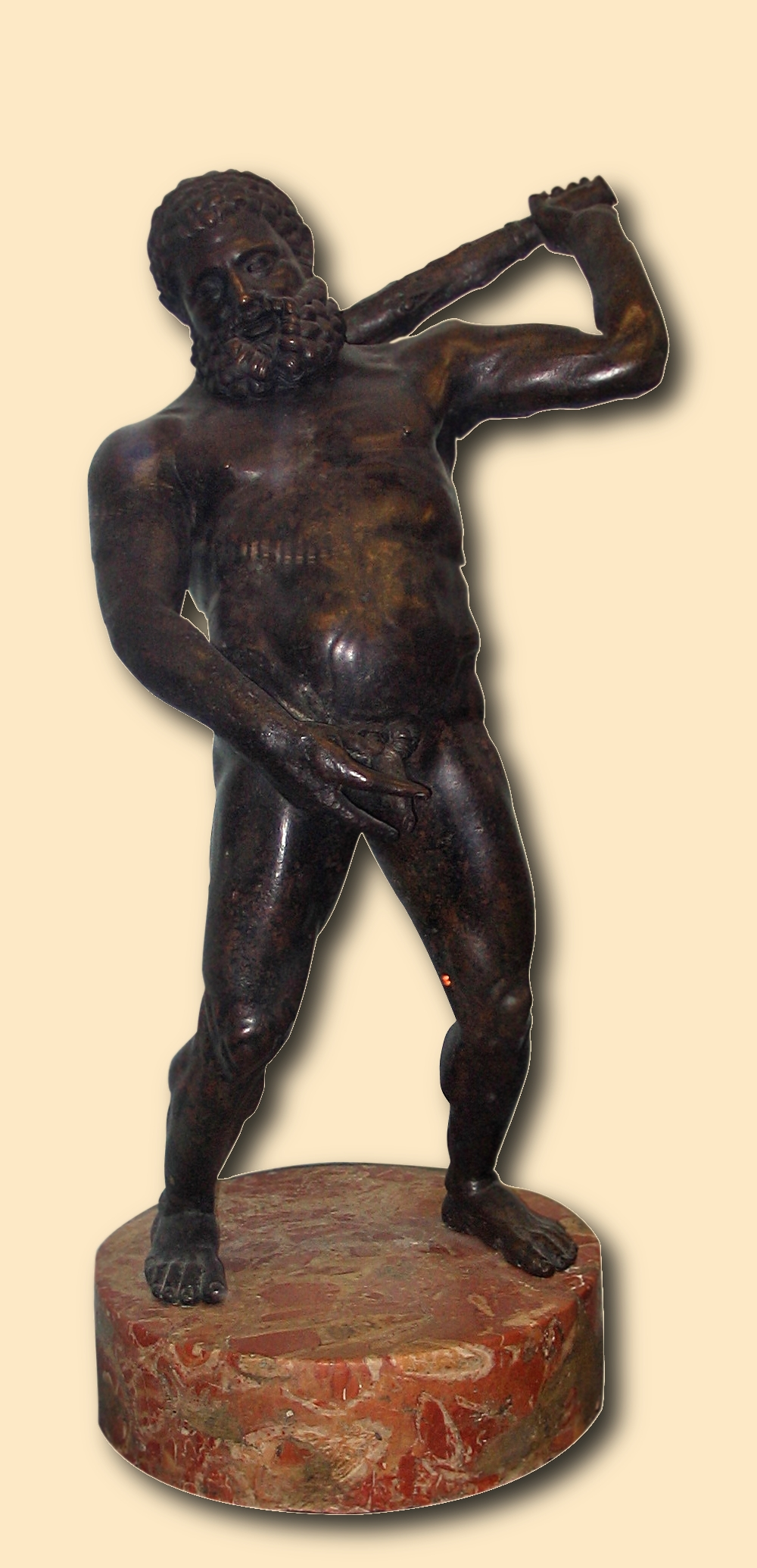
Hércules en bronce.
Venus púdica.

#### Mosaicos

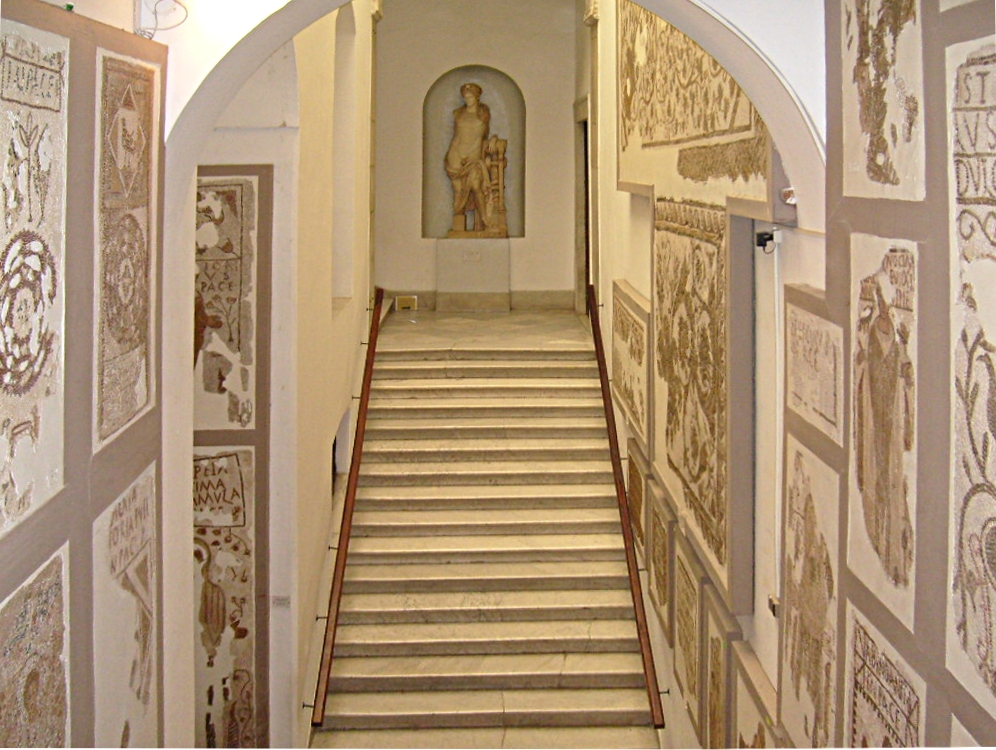
Perspectiva de la sala de los mosaicos romanos

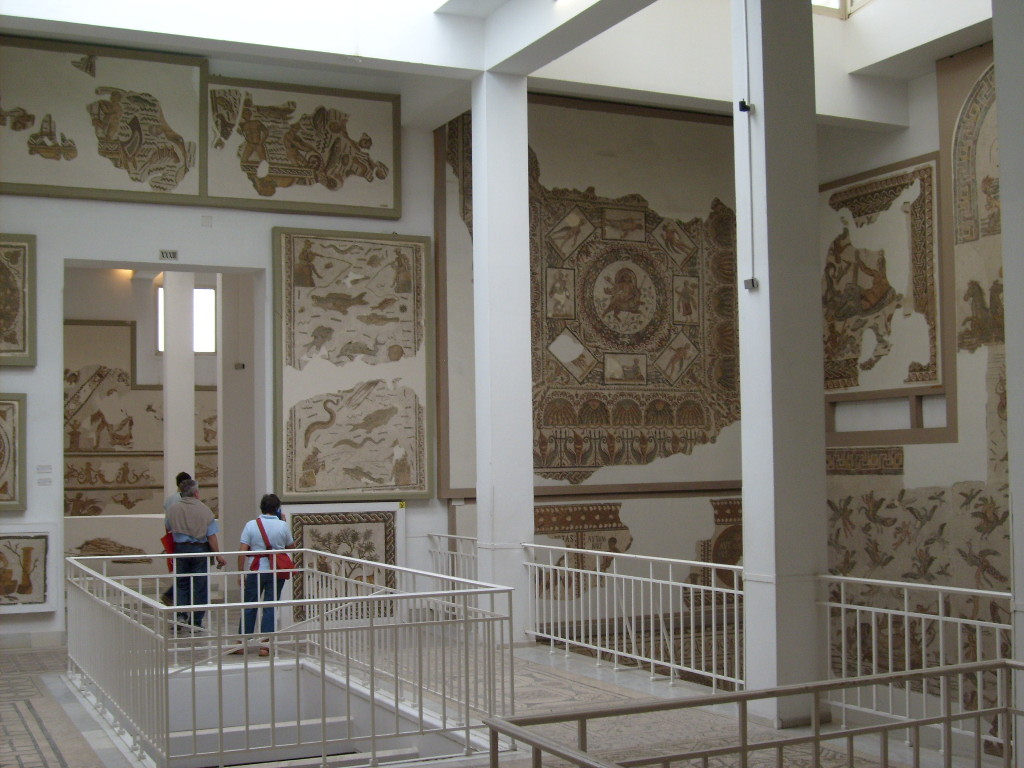
Sala de los mosaicos romanos

El museo es conocido en el mundo entero por conservar una de las más importantes colecciones de mosaicos romanos. Algunas de las principales obras son, por ejemplo, la Liberación de Andrómeda por Perseo, que representa al héroe que acaba de matar a un monstruo marino y libera con un gesto majestuoso a la princesa que ha estado encadenada a una roca. La escena que evoca Ovidio se remonta a un prototipo que fue conocido por el diseño del pintor griego Nicias. Este trabajo está muy bien ejecutado con un efecto de sombra y luz y un dominio del concepto de espacio. El mosaico constituía en su origen el motivo central del vestíbulo de una villa de Bulla Regia datado de mediados del siglo III.
La pieza Virgilio escucha a Clío y Melpómene, encontrada en Susa (antigua Hadrumetum), se halla en una sala del mismo nombre y constituye una de las joyas del museo, pues es uno de los retratos más notables del famoso poeta romano Virgilio. Virgilio lleva una gran túnica decorada con bordados blancos y se encuentra rodeado por las musas Clio y Melpómene. Tiene sujeto en la mano sobre su rodillas un rollo de pergamino, donde están escritos mensajes extraídos de la Eneida: «Musa, mihi causas memora, quo numine læso, quidve ...». Data del siglo III.
En Venus en su toilette, la diosa se presenta medio desnuda con una mano en el pelo y la otra con un espejo que toma de una caja abierta en sus pies. Hay dos amorcillos, uno le trae un collar para su cuello, el otro una canasta a modo de joyero. Este mosaico está datado del siglo III y proviene del yacimiento de Thuburbo Maius.
El mosaico de Los cíclopes forjando los rayos de Júpiter es un pavimento de un frigidarium, que muestra a tres cíclopes que forjan el rayo de Júpiter, con Vulcano sentado en frente de ellos. El mosaico data de finales del siglo III y proviene de Dugga.

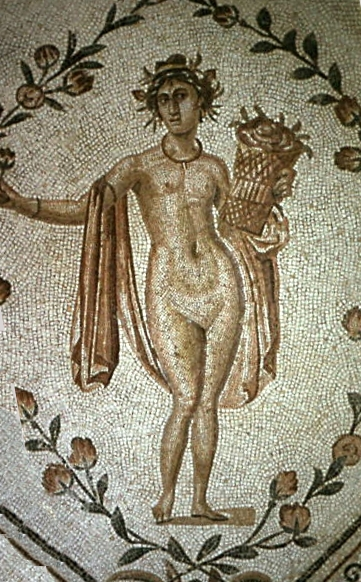
Triunfo de Neptuno, representando una de las estaciones en el ángulo inferior derecho

El Triunfo de Neptuno es un pavimento perteneciente a un atrio. En el centro de un medallón está la figura de Neptuno con un halo que le rodea la cabeza y montado en una cuadriga tirada por cuatro caballitos de mar. En los ángulos se encuentran bajo ornamentos de hojas cuatro figuras femeninas que simbolizan las estaciones del año. El mosaico data de mediados del siglo II y proviene de Caput Vada (actual Chebba).
El cuadro Ulises y las sirenas está inspirado en la Odisea. En él se muestra un barco de velas adornado con una cabeza humana y una de palma. Hay una fila de remeros, y el héroe griego está de pie con las manos atadas al mástil para no sucumbir a los encantos mortales de la música de las sirenas. Alrededor de Ulises se sientan sus compañeros con las orejas tapadas con cera como relata la leyenda. Al pie de unas rocas se hallan tres sirenas representadas con bustos de mujer aladas y con patas de ave. Una de ellas toca una doble flauta, otra una lira y la tercera, sin instrumentos, se considera la sirena cantante. La obra se encontró en Dugga y está fechada alrededor de 260.
La decoración del mosaico El matrimonio de Dioniso y Ariadna se divide en tres registros. En lo alto Dioniso y Ariadna están medio acostados sobre una piel de pantera bajo la sombra de una vid. El dios está completamente desnudo con un tirso y una crátera de oro, mientras que Ariadna se muestra detrás con un gran trozo de tela que le cubre las piernas. En la parte central, un personaje barbudo sostiene en su mano una crátera que le tiende un sátiro. Por último, en el registro inferior, se encuentran bacantes, sátiros y el dios Pan animando la fiesta.
La escena de Teseo y el Minotauro nos muestra el momento en que Teseo decapita al Minotauro en el centro del laberinto, después de que los restos de las víctimas se encuentran en el terreno. Este mosaico de Thuburbo Maius cubría el piso de un frigidarium, datado del siglo IV.
El pequeño plafón Pavimento de Xenia representa los restos de una comida de acuerdo a los cánones estéticos conocidos del período helenístico y traducido al arte árabe (entre ellas el famoso plato conocido como el caballero de Sabra).

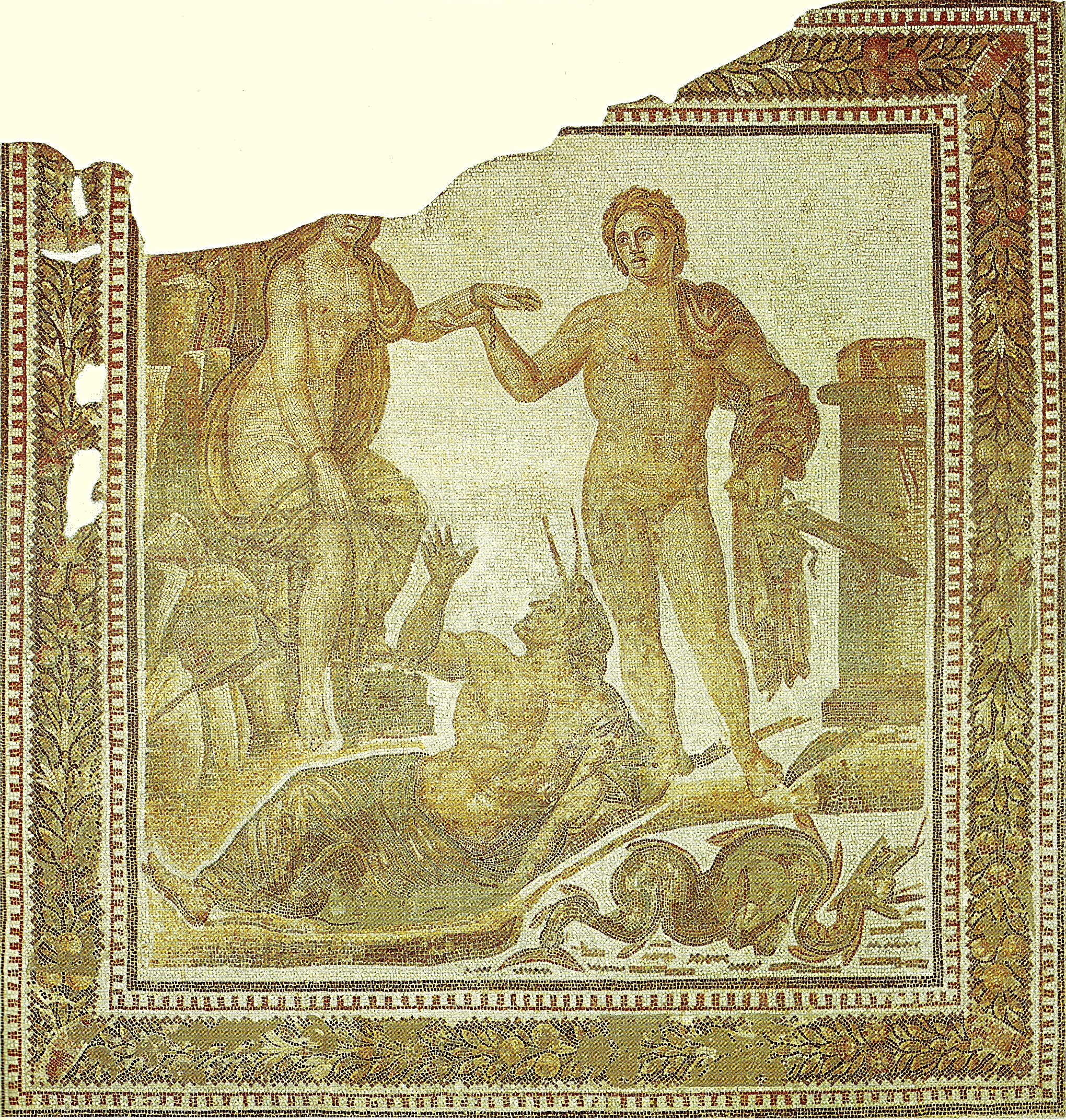
La liberación de Andrómena por Perseo.
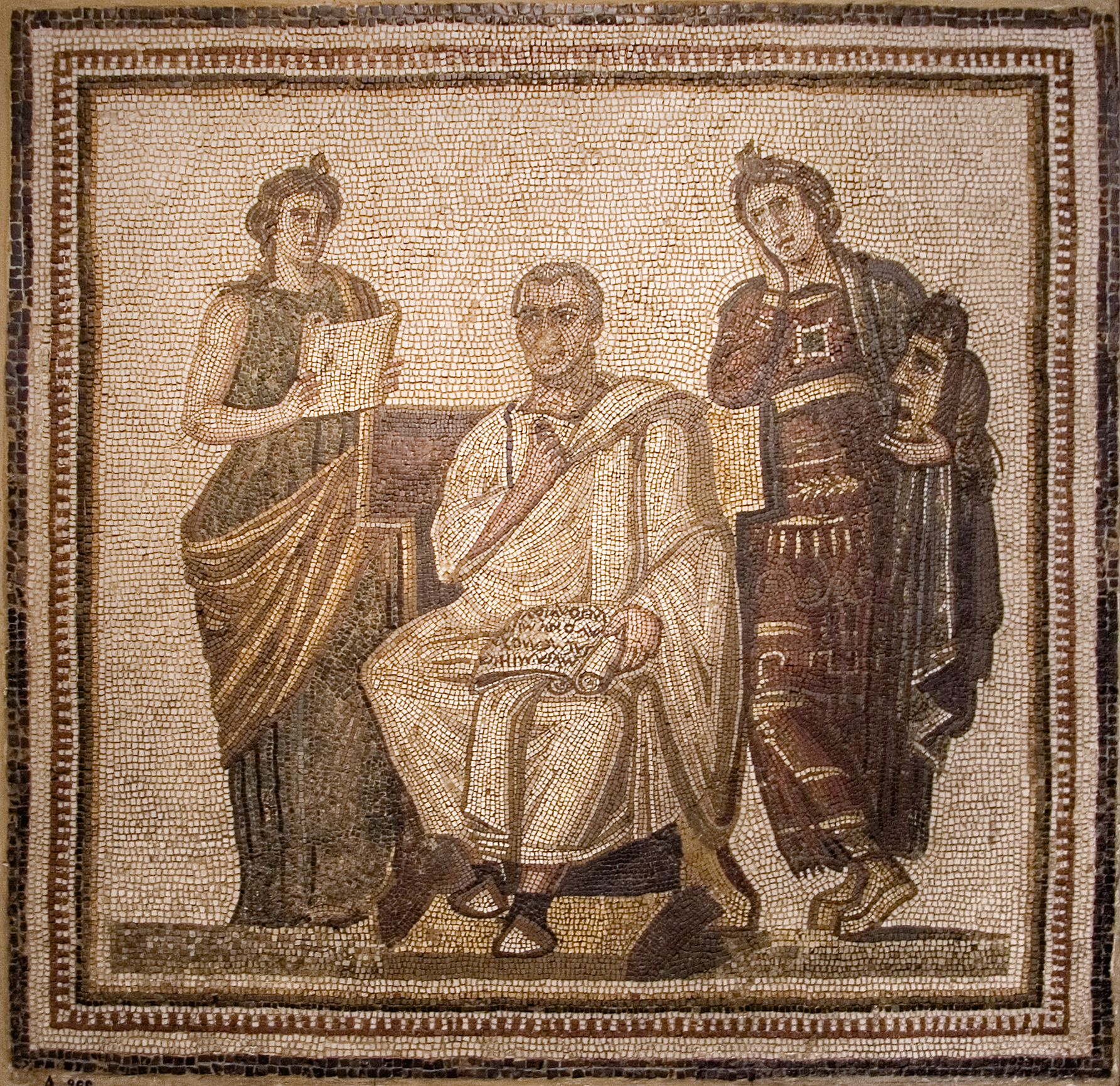
Virgilio escucha a Clío y Melpómene.
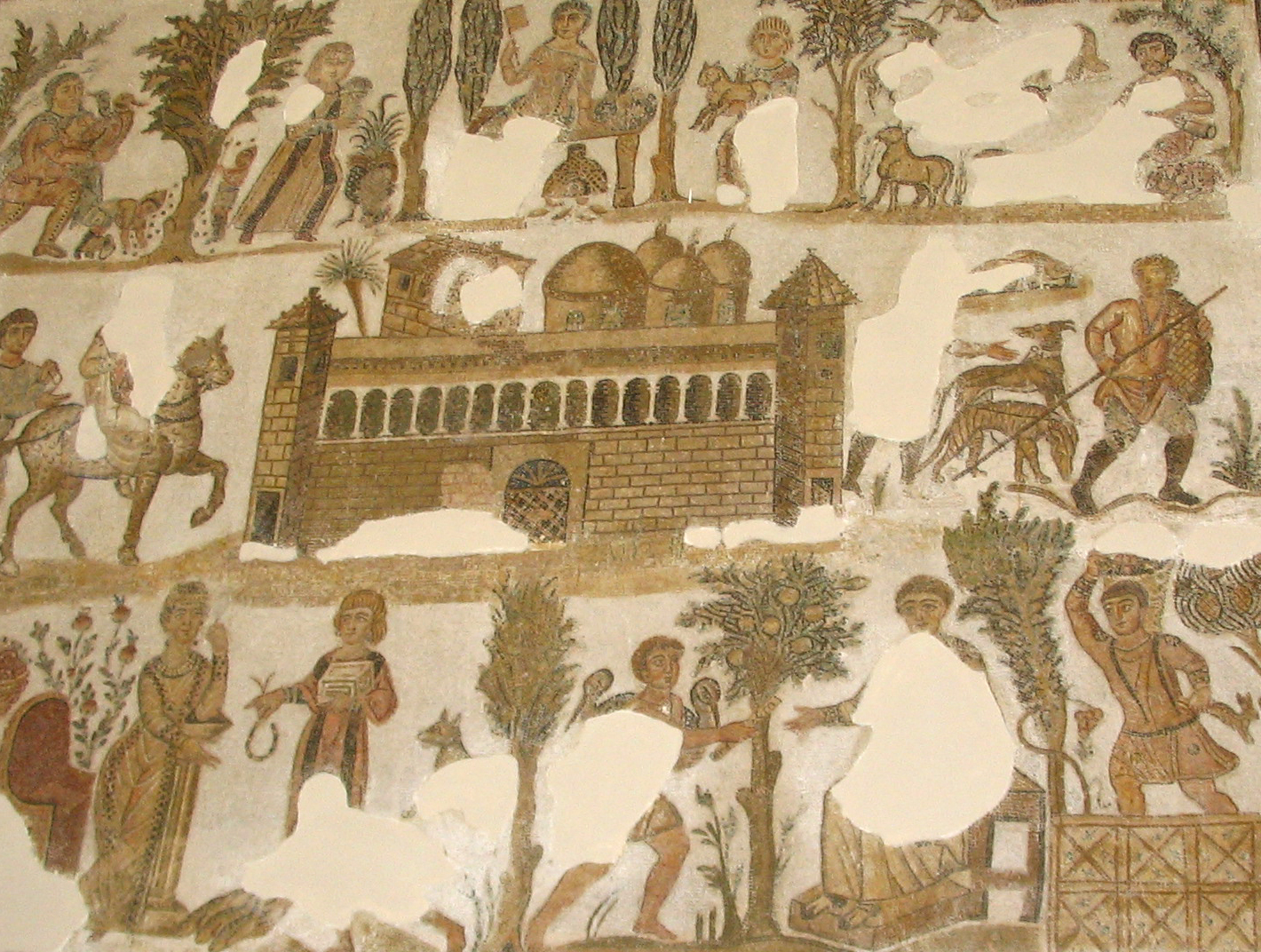
Dominio del señor Julius.
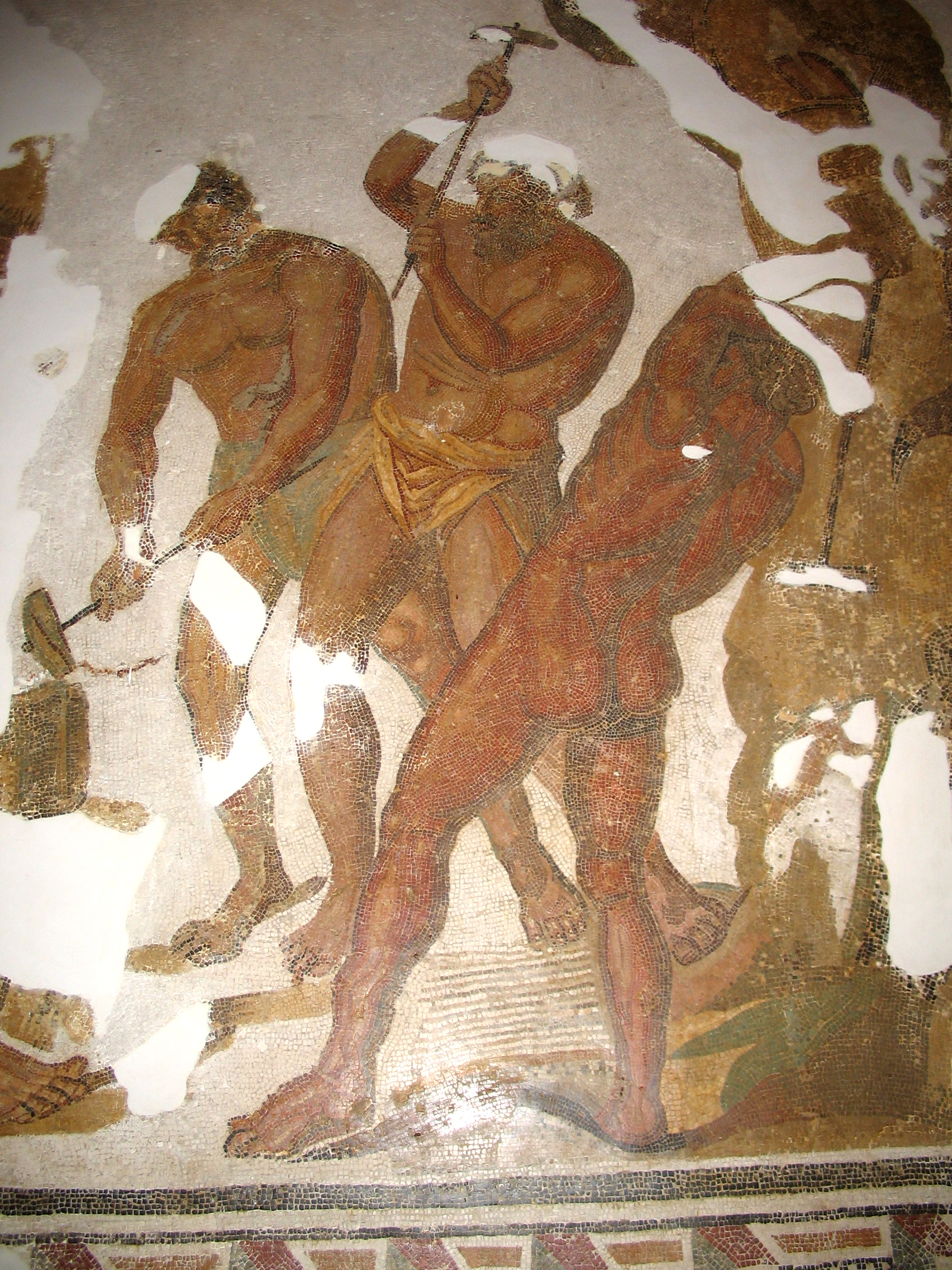
Los cíclopes forjando los rayos de Júpiter.
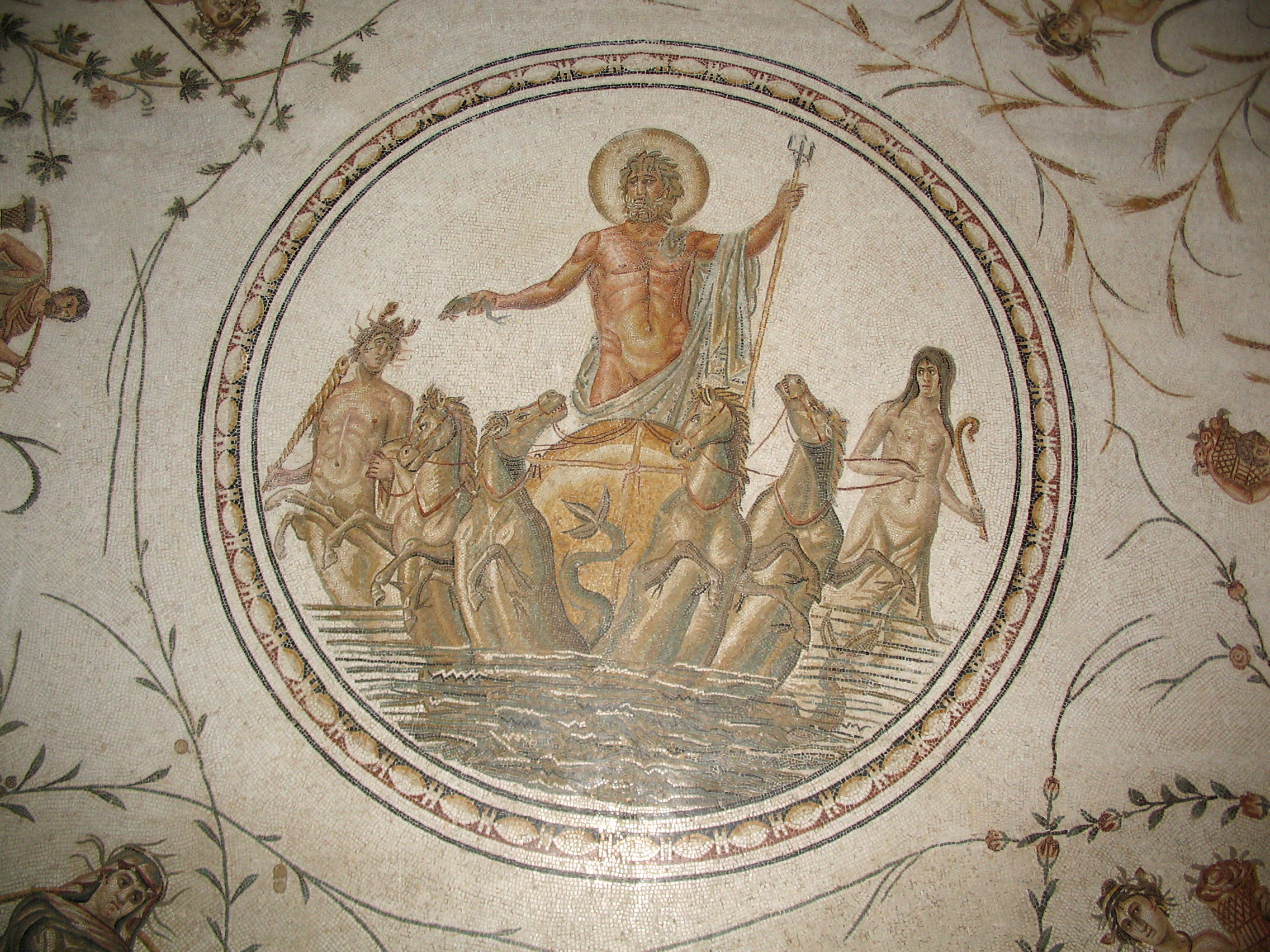
Triunfo de Neptuno.
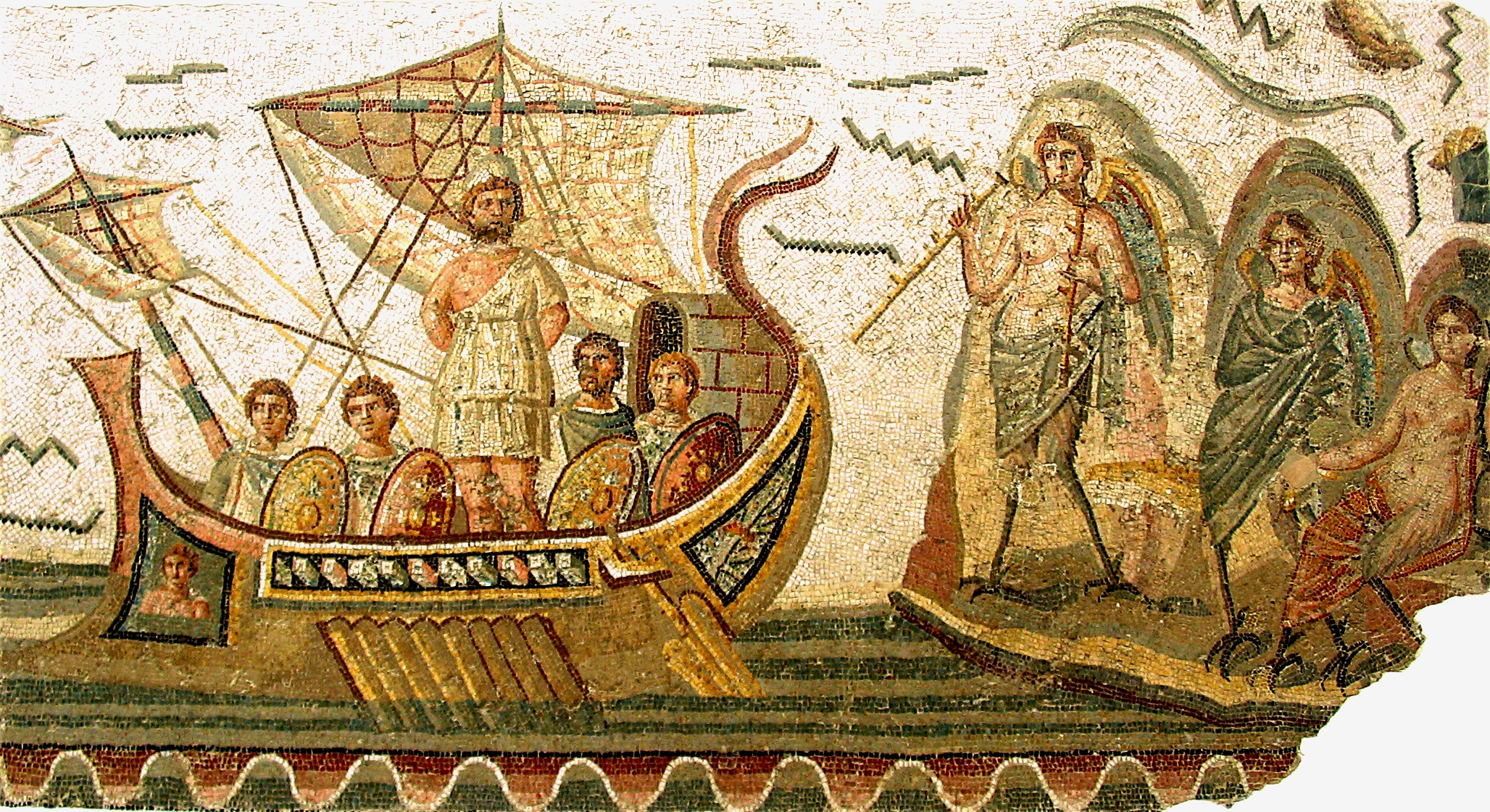
Ulises y las sirenas.
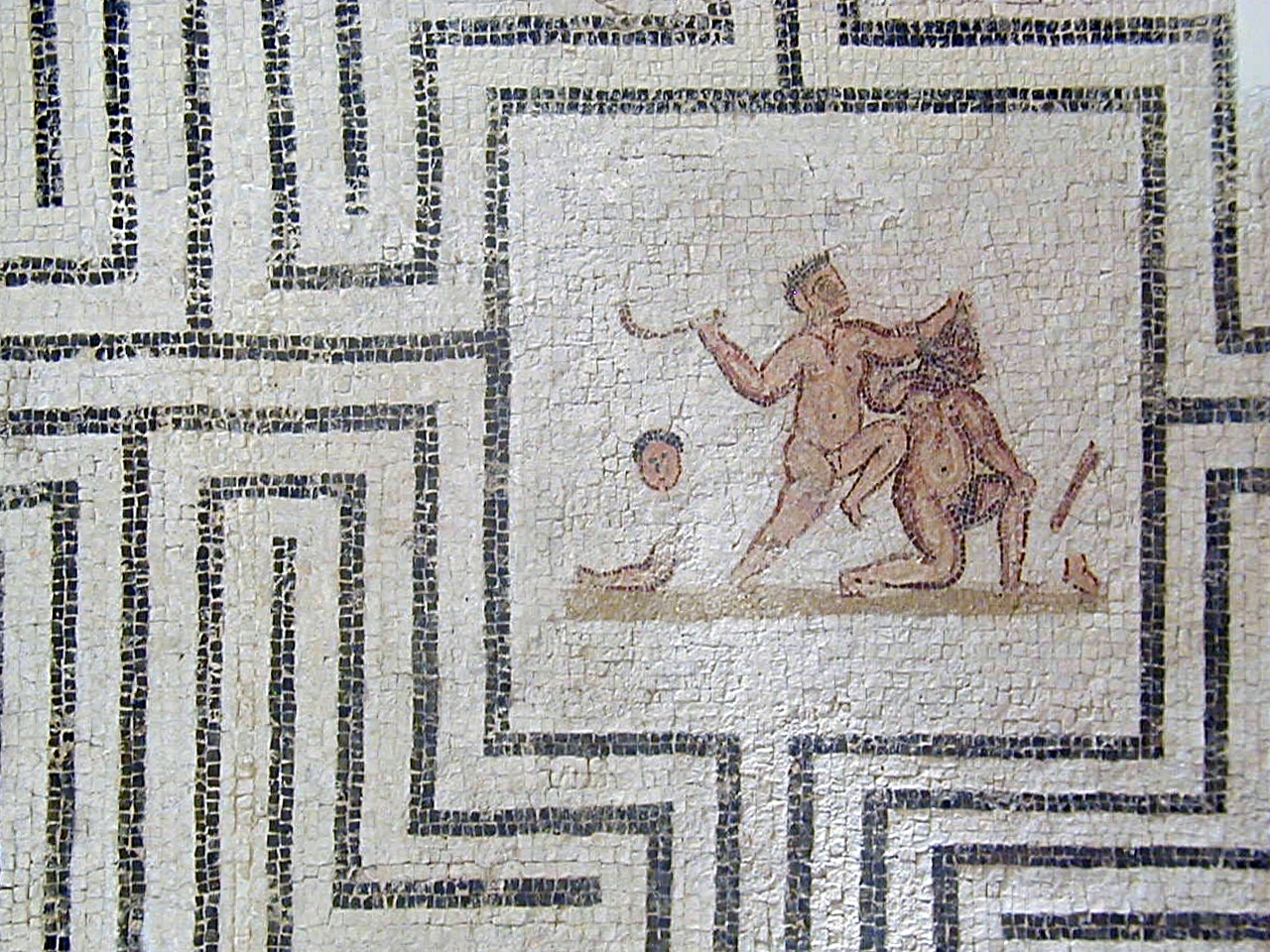
Teseo y el Minotauro.
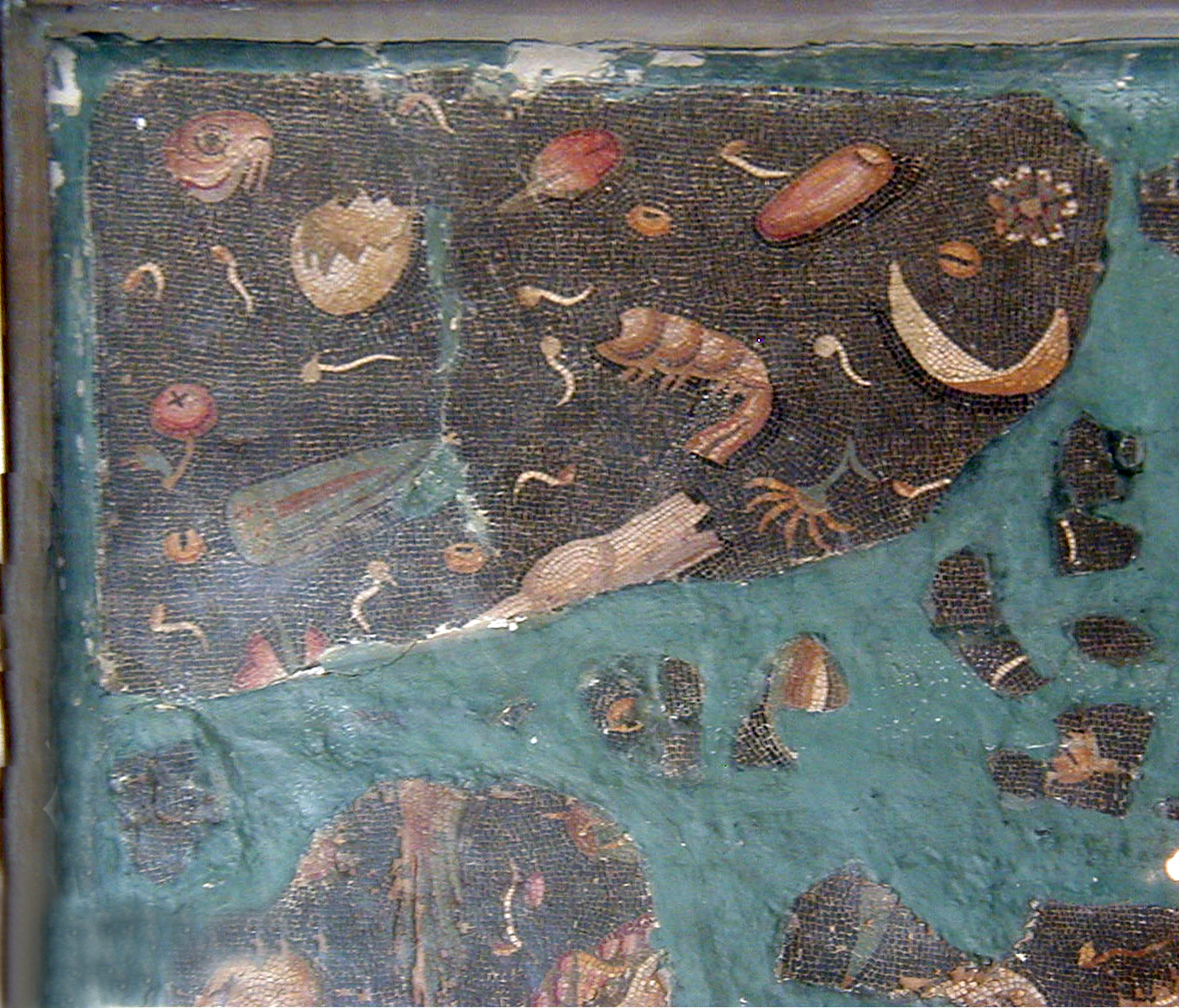
Pavimento de Xenia.

### Arte cristiano
El museo también alberga una galería con obras de la época cristiana de Túnez. Entre las pocas piezas se incluye un mosaico funerario, con una representación esquemática de una iglesia. El edificio se compone de un gran arco soportado por tres columnas con acceso mediante una escalera a un ábside abovedado, una fachada con un frontón triangular que por encima tiene tres ventanas, una fila de columnas en el centro de la basílica, una nave central donde se encuentra el altar, con un techo a dos aguas cubierto con tejas semicilíndricas y una inscripción en dos líneas: «Ecclesia Mater» y «Valencia en paz». Esta pieza, que data del siglo V, fue encontrada en Tabarka y es un testimonio del cambio fundamental del cristianismo íntimo, que se desarrollaba en lugares a menudo privados sin una arquitectura llamativa, como las futuras basílicas cristianas tras el edicto de Constantino I el Grande en el 312.
Asimismo hay un mosaico que cubrió un sarcófago que contenía dos esqueletos, por lo que es conocido como la «tumba doble». En la parte superior del mosaico está representado un escribano, con barba y con una túnica ricamente bordada sentado en una mesa y sosteniendo un lápiz. Abajo, una mujer llamada Victoria aparece rezando vestida de monja, flanqueada por aves y una vela. Esta pieza es del siglo V y fue encontrada en Tabarka. Igualmente contiene el pavimento de un mausoleo, que tiene una composición de diamante y flores grandes delimitado por trenzas. La pieza central es un octágono, con una escena bíblica que muestra a Daniel desnudo en actitud de oración dentro de una cueva con leones. Este pavimento apareció en el mausoleo de una familia notable romana, los Blossi, y data del siglo V. Otro mosaico destacado es el llamado «pavimento de una capilla», donde se representa la construcción de una capilla y sus diferentes etapas: un maestro de obras da órdenes a un escultor de columnas, los albañiles preparan el mortero, dos caballos están enganchados a una carreta que se encuentra cargada con una columna. Esta obra es del siglo V y proviene de la gobernación de Zaghouan. Finalmente, el baptisterio Kelibia es una pieza que se trata de una pila bautismal ricamente adornada por mosaicos.

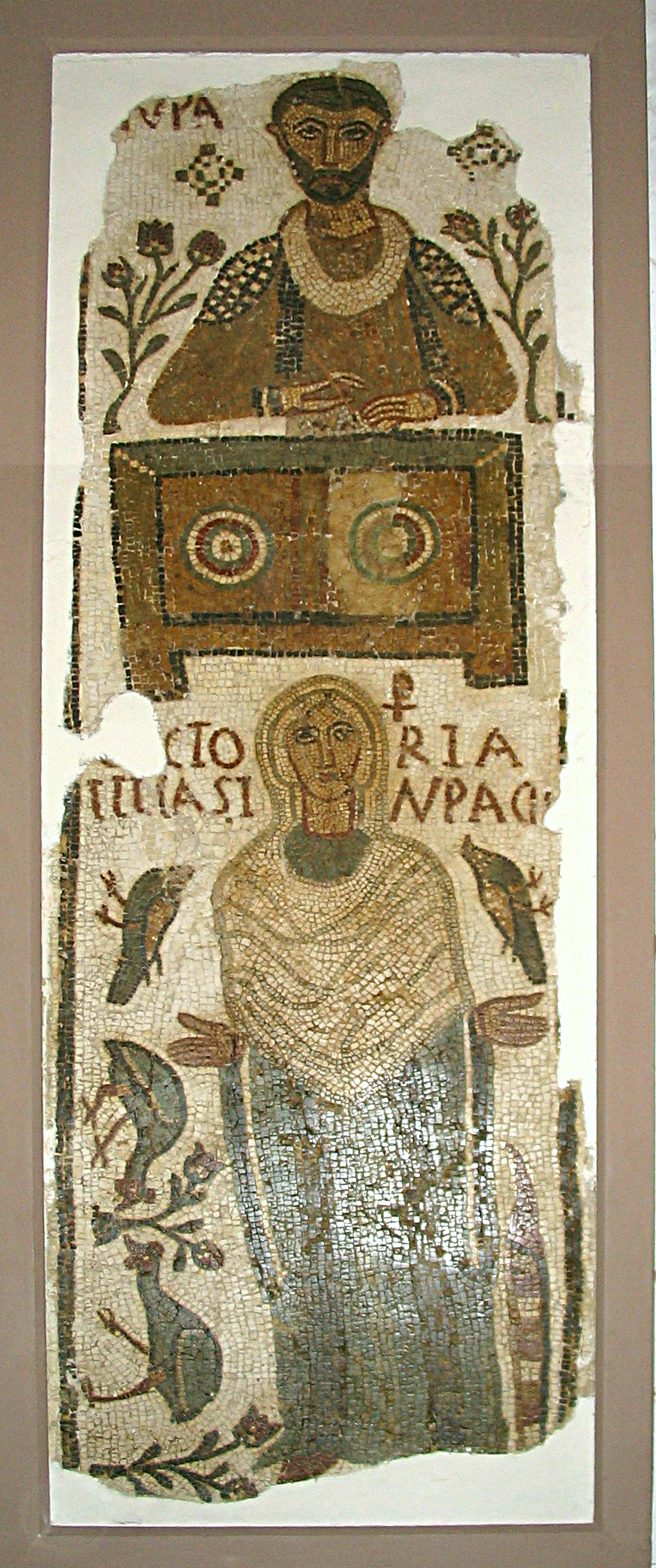
Tumba doble llamada de Victoria
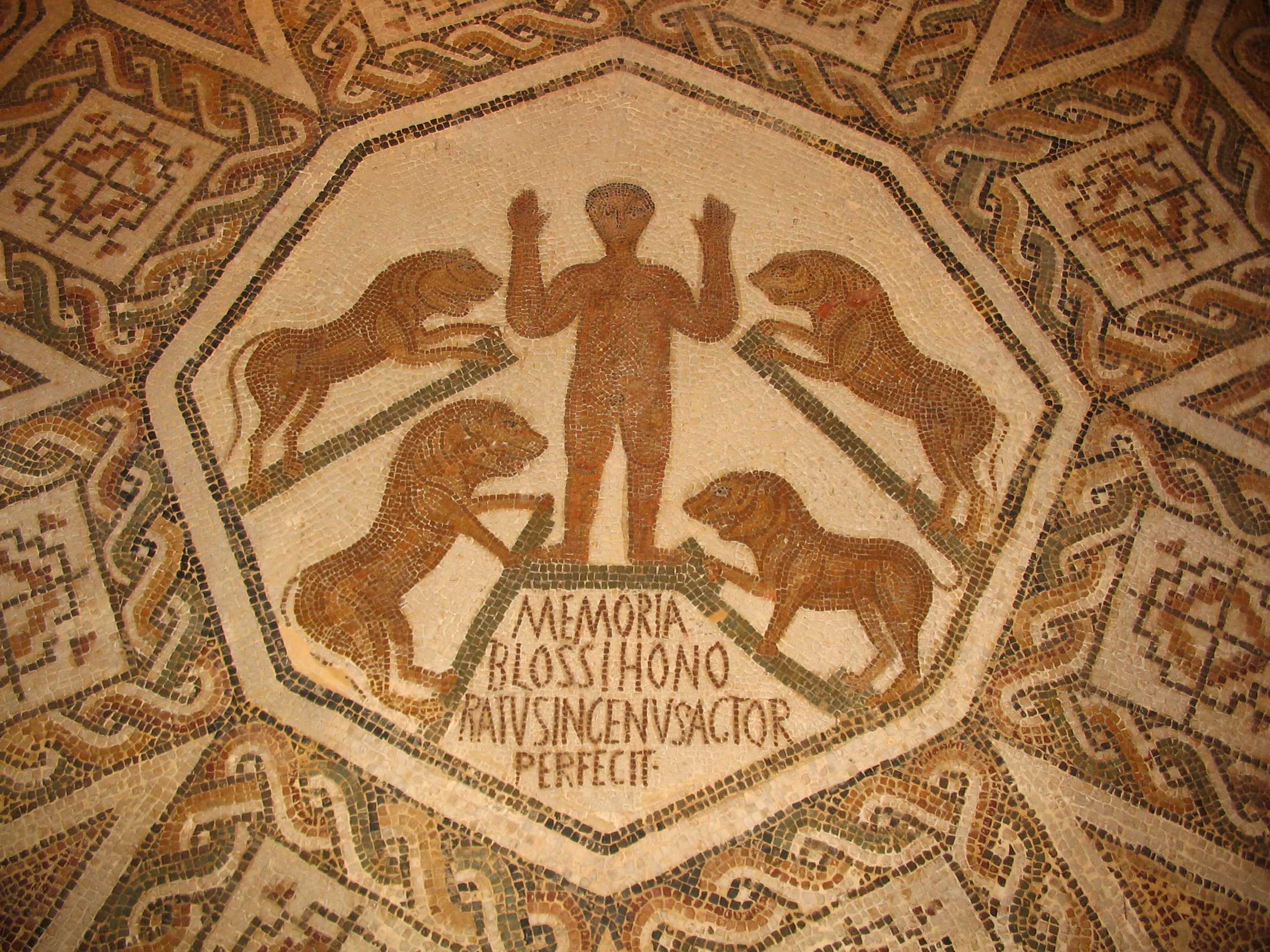
Pavimento de mausoleo (Daniel en la fosa con leones)
Pavimento de una capilla
Pila bautismal del siglo IV
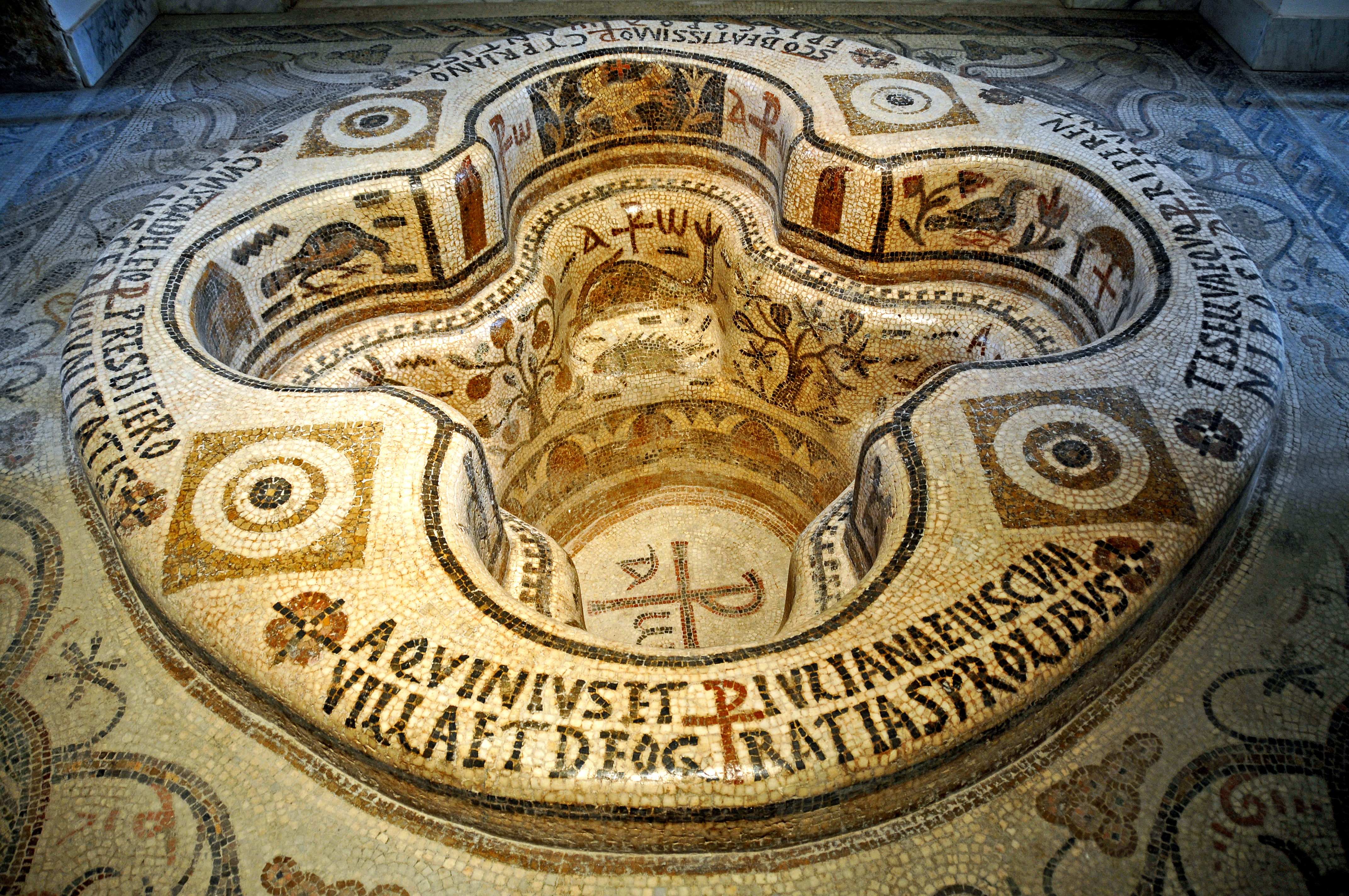
Baptisterio de Kelibia

### Arte islámico
Las colecciones de arte islámico se dividen en dos secciones: una islámica medieval y una sección etnográfica de artes y tradiciones populares de los últimos dos o tres siglos en Túnez. La sala de la Edad Media conserva varios artefactos de los lugares de excavación de Raqqada y Sabra (gobernación de Kairuán), incluidas las ediciones del Corán sobre pergamino de los siglos IX, X y XI, que incluyen el Corán Azul de Kairuán con la caligrafía en letras de oro sobre un fondo azul del siglo XI. La sala también alberga una gran colección de telas bordadas de Egipto y de tallas de madera de la Gran Mezquita de Kairuán (siglo IX). Así mismo hay un bajorrelieve de mármol de la época fatimí, monedas de oro, astrolabios, manuscritos de tratados de medicina, tazas de cobre, vidrios y cerámicas de los períodos de aglabí y fatimí. En la segunda sección, se pueden admirar los objetos en cobre batido, una colección de armas, instrumentos musicales, objetos de plata, joyas y objetos de adorno urbano y rural, así como insignias de las diversas las regiones de Túnez.

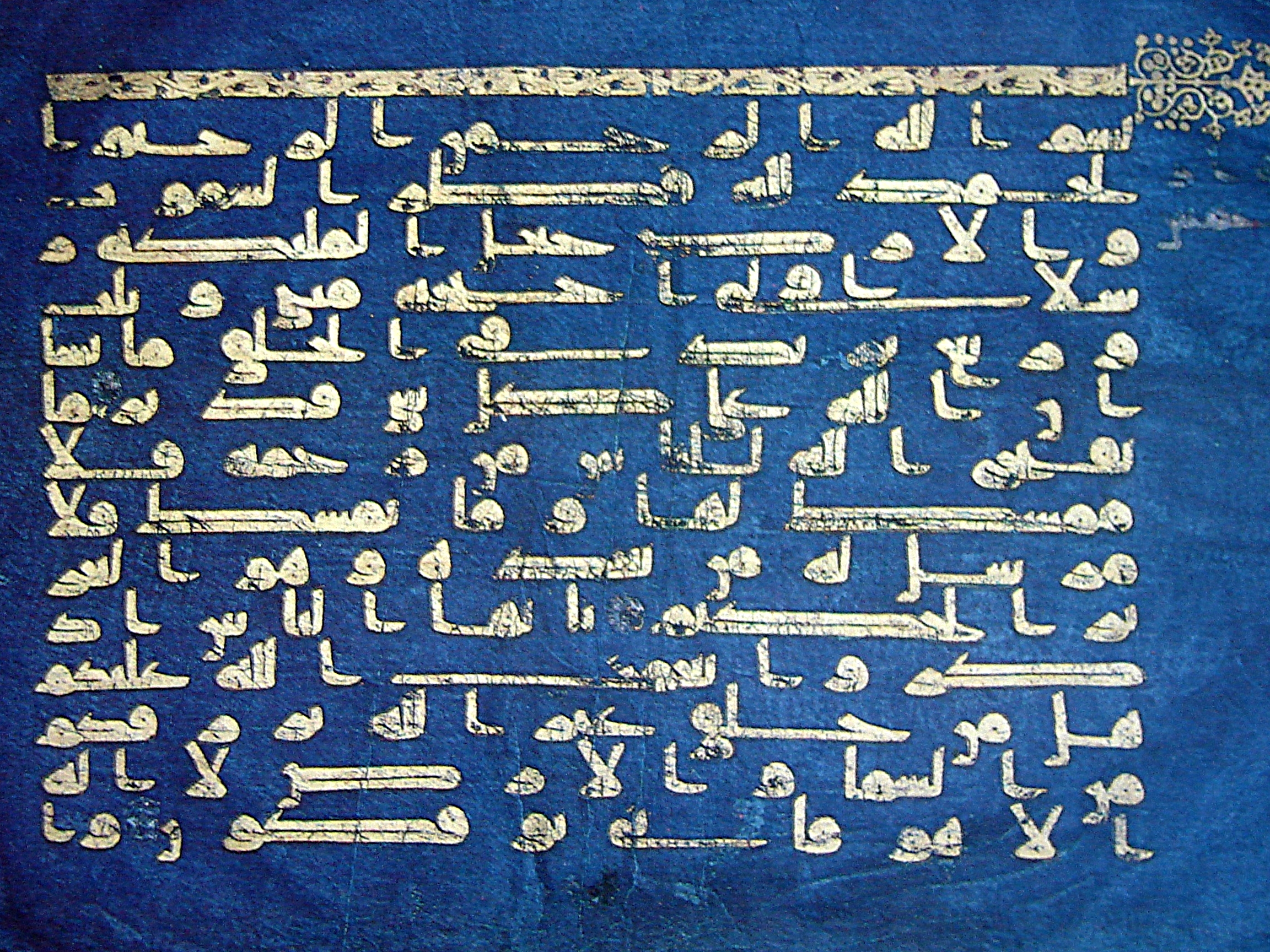
Corán azul de Kairuán
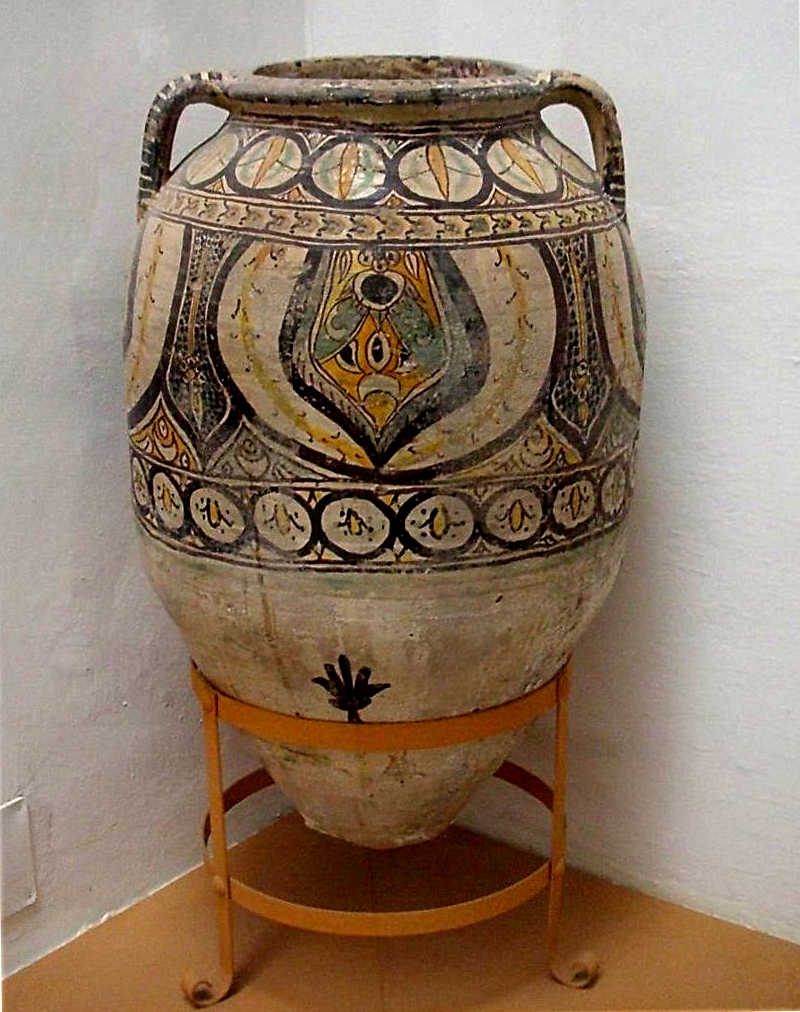
Alfarería tradicional
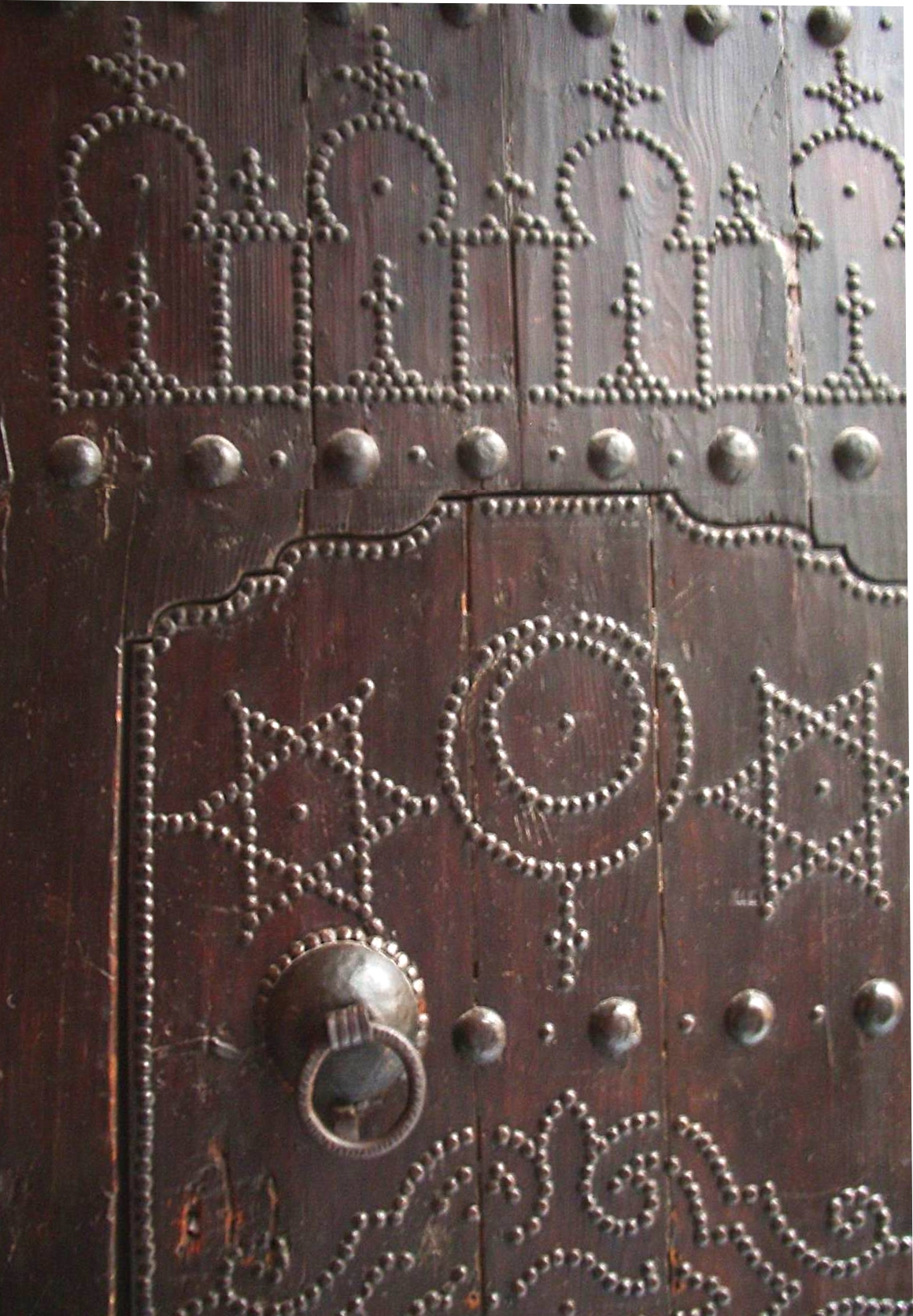
Puerta claveteada en el museo del Bardo

## Actividades

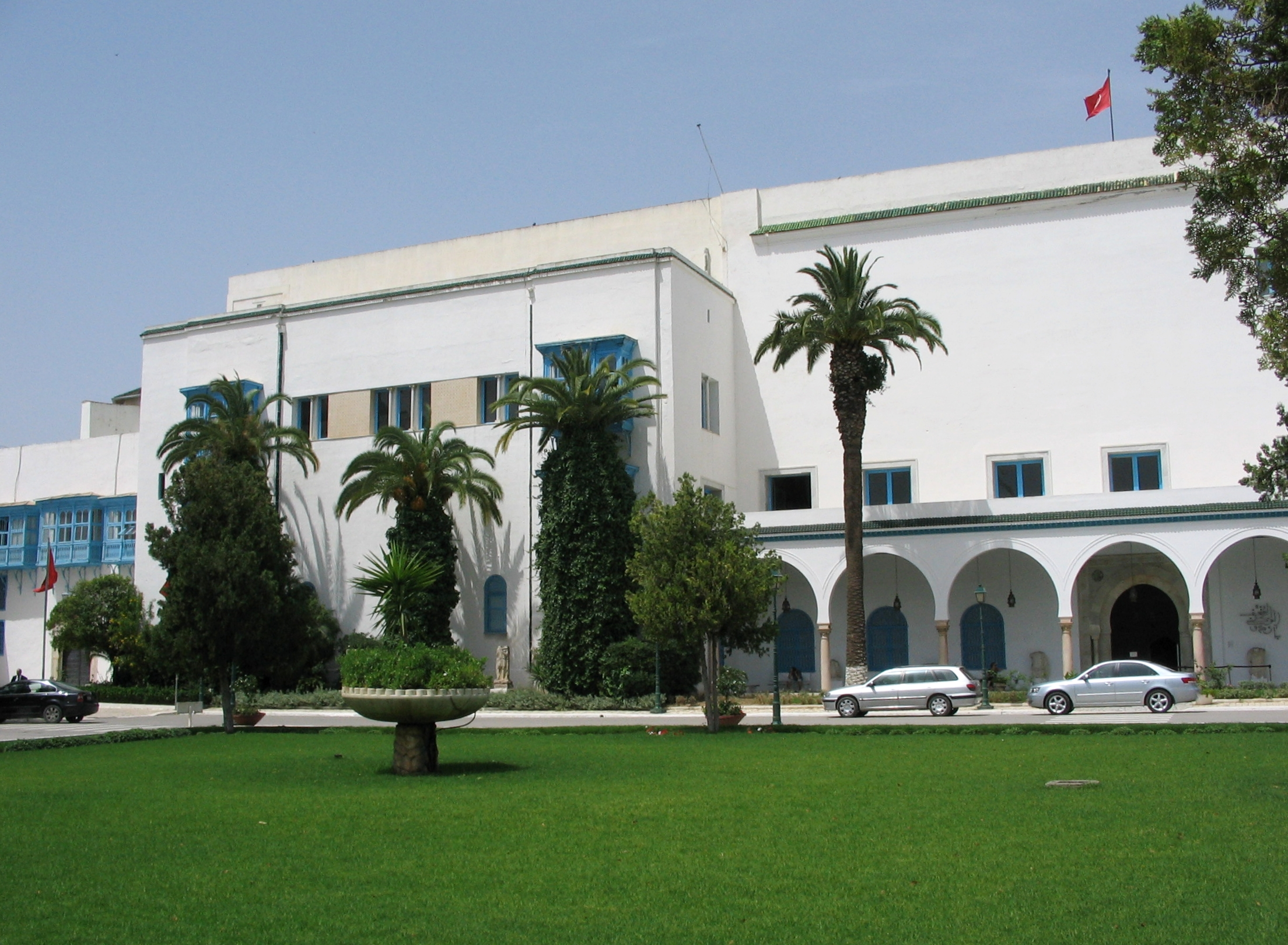
Vista exterior del Museo nacional del Bardo

Más allá de la presentación de sus colecciones, el museo apoya la labor de preservación y catalogación de varias de sus obras a través de diversos servicios, tales como un taller de restauración de los textiles y la pintura sobre madera, un taller de restauración de mosaicos, un taller de mantenimiento, un servicio de limpieza, colecciones de servicios de vigilancia, un laboratorio fotográfico y una oficina de arquitectura.
El museo tiene una biblioteca y dispone de envío de libros y publicaciones periódicas, de manera abierta, previa solicitud por escrito al conservador. En cuanto a la biblioteca, alberga una numerosa colección en clichés como parte de la documentación de envíos. Este servicio ofrece recorridos educativos y organiza programas especiales y jornadas de puertas abiertas.

## Reestructura

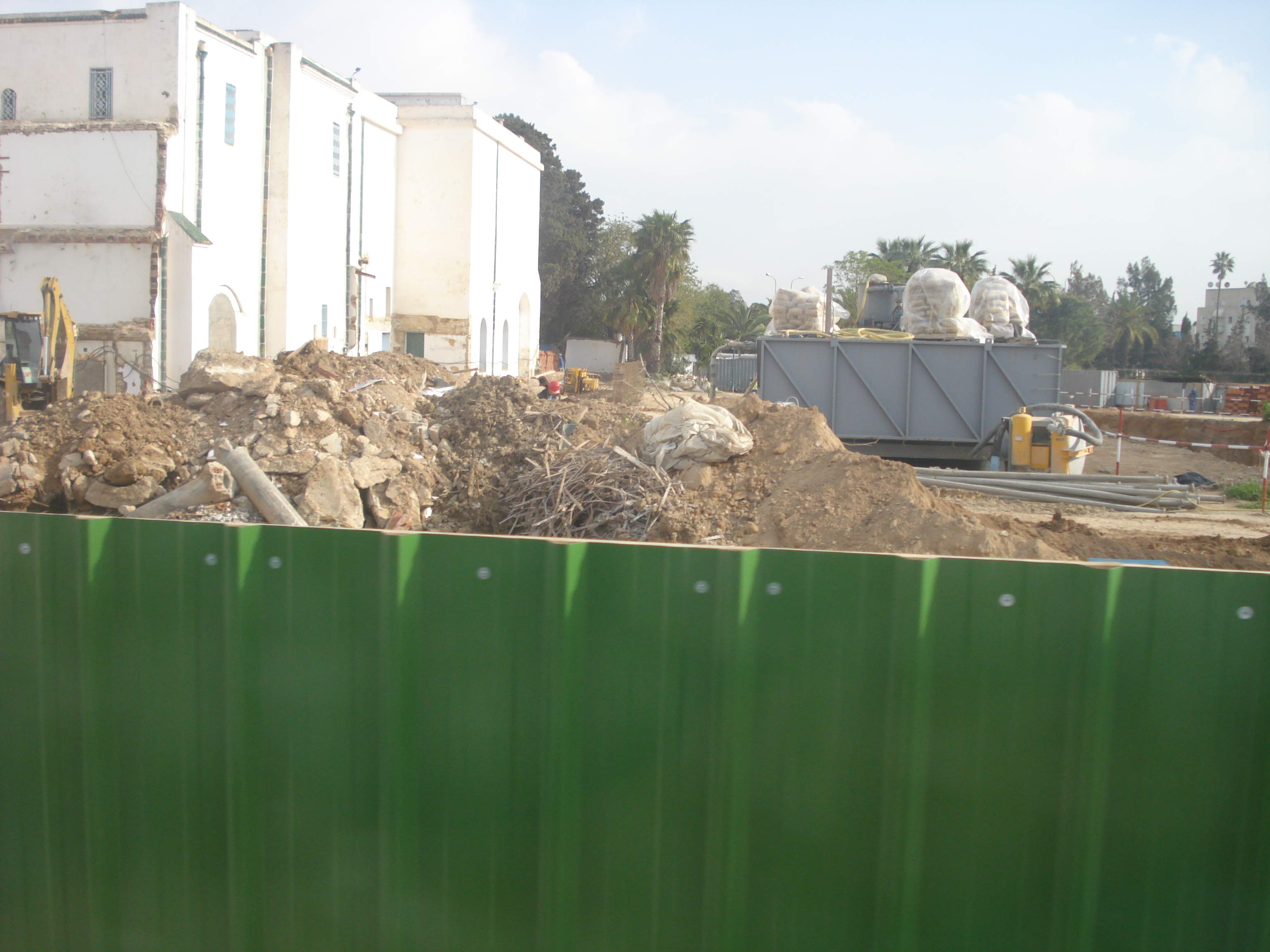
Obras en el Museo del Bardo (abril de 2009)

A raíz de un préstamo de treinta millones de dinares otorgado por el Banco Internacional de Reconstrucción y Fomento en 1997, se inició la renovación de algunos museos de Túnez, incluido el del Bardo. La reestructuración y la expansión fue impulsada por el Ministerio de Cultura y de Conservación del patrimonio cultural, que pretende adaptar el museo a las normas internacionales para insertarlo en el circuito económico, mostrar las colecciones más atractivas (que los visitantes puedan tener una experiencia que les anime a regresar) y dar al edificio una dinámica cultural que repercuta en la zona del Bardo. Este proyecto incluye la rehabilitación de los edificios existentes y una ampliación de 8000 m².
Este trabajo se puso en marcha el 2 de marzo de 2009, con una duración prevista de veintidós meses. Se trataba de conseguir la racionalización de las reservas de conservación y una nueva señalización más moderna. Se han previsto también espacios pedagógicos, nuevas áreas de recepción, así como nuevos servicios de exposiciones permanentes y temporales. El desarrollo debía incluir la capacidad del museo para un millón de visitantes por año y superar así los 600 000 previos en la rehabilitación.

Plano de extensión del museo

El nuevo acceso se realiza a través de una gran sala en la que se expone el gran mosaico de triunfo de Neptuno que se encontró en Sousse, y se ha convertido en el más grande de mosaico vertical del mundo. La museografía, fechada en la década de 1930, se revisa en paralelo con una flecha que permite respetar la cronología, lo que no era obvio en la situación anterior. Muchos espacios ubicados dentro del museo y ricos en obras, estaban delegados en los servicios administrativos y técnicos, y ahora se vuelven accesibles para la visita, como el famoso Baptisterio de Kelibia. Las instalaciones administrativas y técnicas se agrupan en nuevos espacios.
La apertura de la nueva ala se llevó a cabo el 19 de mayo de 2012, aunque la inauguración oficial con todas las nuevas salas se realizó el 25 de julio de ese mismo año.
A partir del 17 de junio de 2014, el museo ofrece a sus visitantes una guía digital en inglés, francés y árabe. Desarrollado por Orange Tunisie sobre la base de la tecnología CCP, viene en forma de una aplicación móvil para teléfonos inteligentes descargable de forma gratuita; los visitantes también pueden pedir prestado un teléfono inteligente gratuito a la entrada del museo. Ofrece comentarios de audio, presentaciones de fotos y una perspectiva histórica y geográfica de las obras.